# Marilyn Monroe
Marilyn Monroe (/ˈmæɹɪlɪn mənˈɹoʊ/), pseudonimo di Norma Jeane Mortenson Baker, nata Norma Jeane Mortenson (Los Angeles, 1º giugno 1926 – Los Angeles, 4 agosto 1962), è stata un'attrice, cantante, modella e produttrice cinematografica statunitense, tra le più celebri della storia del cinema.
Dopo aver trascorso gran parte della sua infanzia in case-famiglia, iniziò a lavorare come modella, prima di firmare il suo primo contratto cinematografico nel 1946; dopo alcune parti minori, i film Giungla d'asfalto e Eva contro Eva, entrambi del 1950, furono i suoi primi successi di pubblico. Negli anni successivi, le sue interpretazioni in Niagara e Gli uomini preferiscono le bionde vennero apprezzate dalla critica e le valsero un Henrietta Award ai Golden Globe 1954. La definitiva consacrazione internazionale avvenne poi con le pellicole Come sposare un milionario, Quando la moglie è in vacanza, Fermata d'autobus e A qualcuno piace caldo, per la quale vinse un Golden Globe per la migliore attrice in un film commedia o musicale nel 1960. I suoi film incassarono complessivamente 200 milioni di dollari (equivalenti a 2 miliardi di dollari nel 2025).
Nel 1999 Marilyn Monroe è stata inserita, dall'American Film Institute, al sesto posto nella lista delle più grandi star femminili di tutti i tempi e tra le 100 donne più attraenti di tutti i tempi. Fra i successi come cantante vi sono My Heart Belongs to Daddy di Cole Porter, Bye Bye Baby e Diamonds Are a Girl's Best Friend, inserite nel film Gli uomini preferiscono le bionde, e I Wanna Be Loved by You, cantata in A qualcuno piace caldo. Per il suo fascino e la sua sensualità venne inoltre ritratta in numerose foto di pubblicità e di riviste, diventando un simbolo fuori da ogni tempo e, secondo Marlene Dietrich, la prima vera sex symbol. Negli anni e nei decenni successivi alla sua morte, la Monroe è stata spesso citata come vera e propria icona della cultura pop.
La sua prematura morte, dovuta a un'overdose di barbiturici ed in circostanze mai del tutto chiarite, è stata oggetto di numerose speculazioni, sebbene il suo decesso sia ufficialmente classificato come "probabile suicidio".

## Biografia

### Le origini e l'infanzia
Norma Jeane nacque martedì 1º giugno 1926, alle 9:30 del mattino, al County Hospital di Los Angeles; la madre, Gladys Pearl Monroe (1902-1984), che lavorava alla Consolidated Film Industries ed era riuscita a ricoverarsi solo grazie a una colletta richiesta ai suoi colleghi, era figlia di Otis Elmer Monroe e Della Hogane e si sposò una prima volta con John Newton Baker, dal quale ebbe due figli, Robert Jasper "Jackie" Baker e Bernice Inez Gladys Baker. Dopo il divorzio da Baker, del quale mantenne però il cognome, divenne la moglie di Martin Edward Mortenson, un fornaio norvegese, ma i due si separarono prima che Gladys rimanesse nuovamente incinta, il 26 agosto 1925. L'identità del padre di Marilyn Monroe fu chiarita solo nel 2022 con il test del DNA: si trattava di Charles Stanley Gifford Sr., un impiegato alle vendite della Consolidated Film Industries, che avrebbe lasciato Gladys non appena informato della sua gravidanza; si ipotizzò anche che la madre fosse rimasta incinta dopo uno stupro. Alla bambina fu imposto il nome di Norma Jeane Mortenson Baker; alcuni biografi suggeriscono che Gladys le abbia dato i suoi cognomi per evitare che venisse dichiarata illegittima.
Gladys soffriva di schizofrenia paranoide e, oltre alla pressione sociale, c'era anche quella economica: Gladys non era in grado di prendersi cura della figlia; non riuscendo a convincere la madre a occuparsi della bambina, decise di affidare Norma Jeane a Wayne e Ida Bolender, una coppia molto religiosa di Hawthorne, una località a sud-ovest di Los Angeles, che si occupava di bambini in affido in cambio di denaro, con cui Norma Jeane visse fino all'età di sette anni. Nella sua autobiografia, My Story, scritta con Ben Hecht, Marilyn disse che era convinta che loro fossero i suoi genitori finché Ida non la corresse in malo modo, affermando che non doveva chiamarla "madre" e che avrebbe incontrato quella vera il giorno dopo; dopo la morte di Marilyn Monroe, Ida dichiarò che rimasero sempre in contatto e che aveva avuto la seria intenzione di adottarla, cosa che non poté fare per il mancato consenso di Gladys. Norma venne poi affidata a una coppia di inglesi, prima di tornare ad abitare con Gladys in una piccola casa bianca, insieme con la coppia britannica. Dopo pochi mesi, in seguito a una caduta dalle scale, sua madre, che soffriva di un esaurimento nervoso a causa dei numerosi problemi familiari, venne prima ricoverata al Los Angeles General Hospital e poi portata al Norwalk State Asylum, dove le venne diagnosticata schizofrenia paranoide.
Dopo che la madre venne dichiarata incapace di intendere e di volere, Norma Jeane fu presa in custodia dalle autorità statali; la migliore amica di Gladys, Grace McKee, archivista di pellicole alla Columbia Pictures, divenne la sua tutrice, nonostante i pareri contrari dei suoi amici; con Grace cominciò ad appassionarsi al cinema e alla vita hollywoodiana. Dopo il matrimonio della donna con Ervin Silliman Goddard il 4 aprile 1935, Norma Jeane fu mandata all'orfanotrofio Children's Home Society di Los Angeles, dove rimase dal 13 settembre 1935 al 1938; qui lavorò per la prima volta come vivandiera con uno stipendio di 5 centesimi al mese. Durante la permanenza nell'istituto, venne affidata a diverse famiglie, dove subì violenze e disattenzioni, e ogni volta ritornava all'orfanotrofio, venendo accusata di commettere furti; in alcuni casi, lei stessa affermava di maltrattare alcune bambine. Ricorda anche un episodio di molestie sessuali subite da un certo signor Kirmel all'epoca in cui aveva circa nove anni. Nel 1938, per quattro mesi, ritornò da Grace; la ragazzina affermava di essere molestata da Ervin, venendo poi affidata prima a Olive Brunings, una prozia che viveva a Compton, e poi, nei primi mesi del 1938, ad Ana Lower, un'altra zia residente a Van Nuys.

### La giovinezza e l'attività come modella

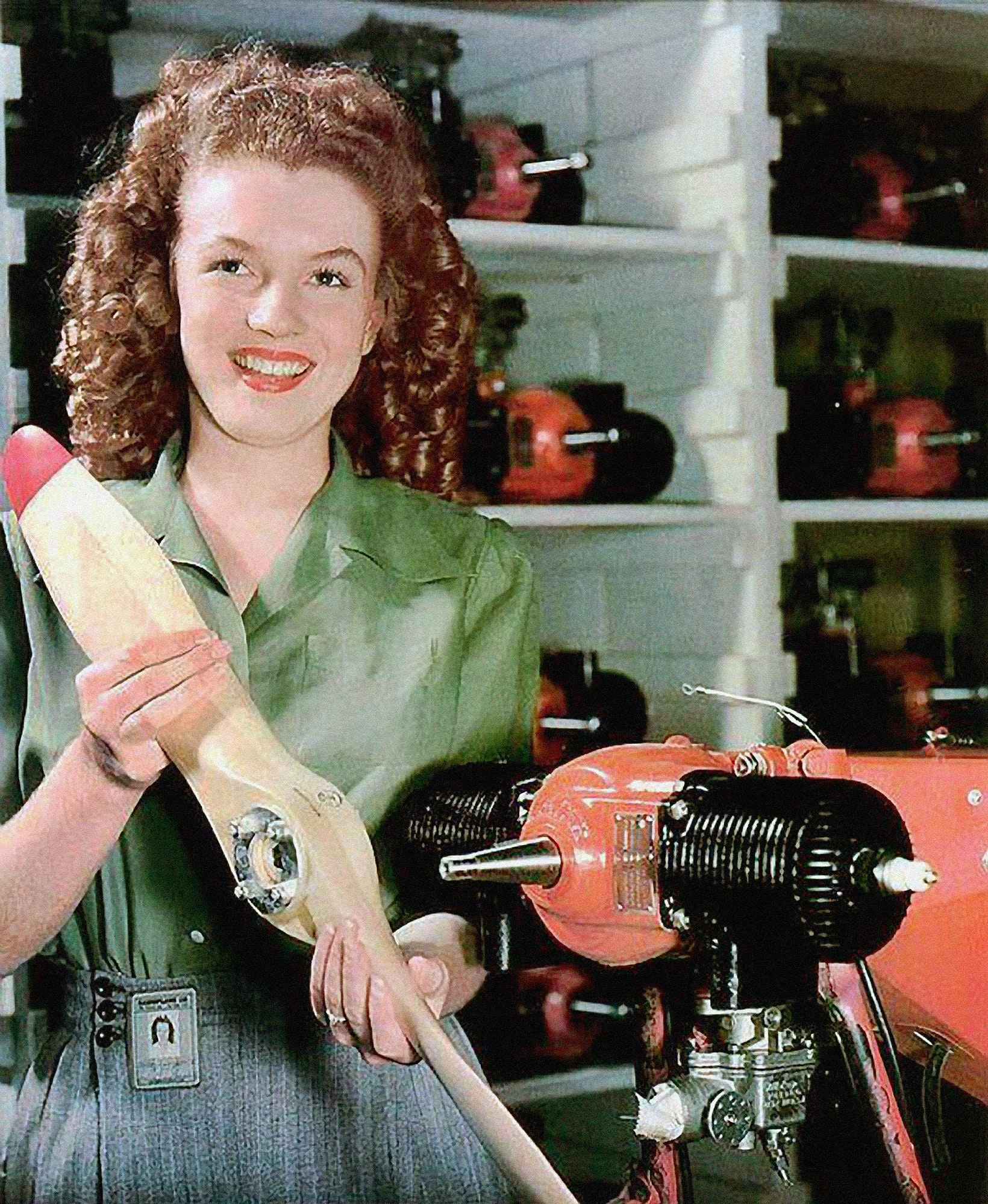
Marilyn Monroe, appena diciannovenne, nella rivista Yank nel 1945

Nel settembre 1941, Norma tornò da Grace. In questi anni, frequentò la Emerson Middle School, una scuola pubblica, e il Van Nuys High School; in quest'ultimo istituto Norma Jeane conobbe il figlio di un vicino, James Dougherty, con il quale cominciò una relazione. Diversi mesi dopo, Grace e Ervin decisero di trasferirsi in Virginia, dove l'uomo aveva ricevuto un'offerta vantaggiosa di lavoro, senza tuttavia voler portare Norma con loro; per non farla tornare in orfanotrofio, Grace volle che Norma Jeane si sposasse con James, il quale, nonostante fosse inizialmente riluttante, si convinse nell'accettare la proposta. Sebbene Dougherty abbia in seguito confermato che i due erano innamorati e che avrebbero vissuto felici se i sogni di successo di Norma non l'avessero allontanata da lui, la Monroe ha sempre affermato che quello fosse un rapporto di convenienza organizzato da Grace, che pagava Dougherty perché le desse appuntamento. Il matrimonio venne organizzato da Ana Lower e si celebrò il 19 giugno 1942; Norma, all'epoca sedicenne, abbandonò gli studi per dedicarsi alla vita coniugale, divenendo di fatto una casalinga. Nel 1944 il marito decise di arruolarsi nella marina mercantile; inizialmente i due vissero a Isola di Santa Catalina, poi James partì per il Pacifico.
Lo stesso anno, Norma Jeane traslocò a Los Angeles, coabitando con la suocera. Qui lavorò come operaia alla Radio Plane, la stessa fabbrica dove prima lavorava il marito: inizialmente fece l'impacchettatrice di paracadute, poi divenne addetta alla verniciatura delle fusoliere dei vari modelli di aeroplani. Il 26 giugno 1945 David Conover andò allo stabilimento per fotografare "ragazze che tenessero su il morale delle truppe al fronte" per un servizio per la rivista Yank; Il fotografo la esortò a intraprendere la carriera di modella e per quelle immagini venne eletta "Miss lanciafiamme". James e Norma divorziarono nel giugno 1946.
Posò poi per André De Dienes, che la pagava 200 dollari a ogni servizio fotografico. Le sue foto arrivarono sul tavolo di Emmeline Snively, direttrice della Blu Book School of Charm and Modeling, la più importante agenzia pubblicitaria di Hollywood: la Snively le schiarì i capelli, le insegnò come sorridere e la giusta tonalità della voce da utilizzare ma, a suo dire, fallì nell'insegnarle come camminare. Lavorò quindi con Joseph Jasgur dell'Hollywood Citizen-News per un servizio fotografico. Il 26 aprile 1946, all'età di 19 anni e mezzo, una sua foto scattata da De Dienes venne scelta per la copertina di Family Circle; Norma Jeane firmò un contratto con la rivista il 23 luglio 1946. Le foto fecero il giro del mondo: sul settimanale di cinematografia e teatro italiano Film d'oggi comparve in tenuta da spiaggia, in Francia su Cinemonde apparve nelle vesti di una babysitter. In quei tempi Norma lavorò anche con Earl Moran. Il 29 luglio comparve, con il nome di Norma, sul Los Angeles Times.
L'agente della ragazza sfruttò l'occasione riuscendo a ottenere alcune chiamate da importanti case cinematografiche, la Howard Hughes e la 20th Century Fox. Norma Jeane prese appuntamento e, dopo aver precedentemente parlato con il talent scout Ivan Kahn, si recò alla Fox, facendo una buona impressione al regista Ben Lyon, che la paragonò a Jean Harlow: il 24 agosto 1946 firmò il suo primo contratto cinematografico della durata di sei mesi, per un compenso di 125 dollari a settimana. Lo stesso Lyon le consigliò poi di cambiare nome, suggerendole inizialmente di utilizzare come nome d'arte "Carole Lind", ispirandosi a Carole Lombard e Jenny Lind; seguendo le orme di Harlow, i due decisero di utilizzare il nome da nubile di sua madre, "Monroe", accantonando l'idea di usare "Carole Lind" come nome e scegliendo dunque "Jeane Monroe". Lyon poi suggerì di usare "Marilyn", pensando a Marilyn Miller, apprezzando il suono sensuale e la doppia "M".

### L'ingresso nel cinema

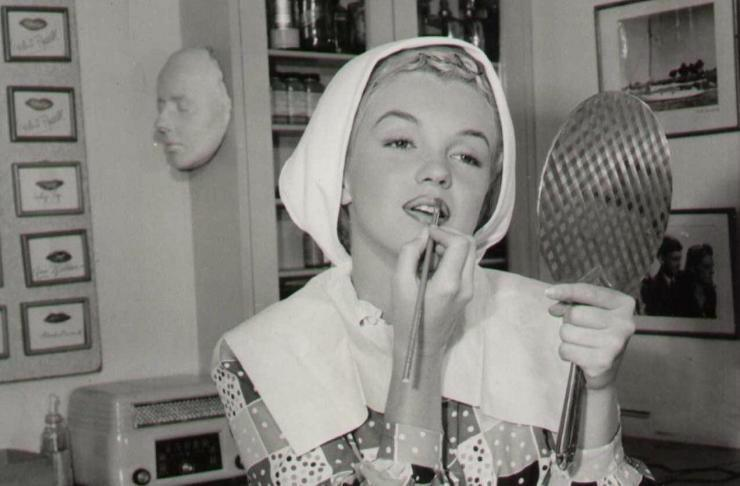
Marilyn Monroe nei camerini del set di Orchidea bionda (1948), foto di Edward William Cronenweth per la Columbia Studios

Marilyn, per affinare le sue doti recitative, studiò all'Actors Lab di Hollywood e recitò al Bliss-Hayden Miniature Theatre di Beverly Hills. Nel 1947 prese parte al suo primo film, The Shocking Miss Pilgrim di George Seaton, con il ruolo, non accreditato, di una centralinista; per questo motivo l'attrice non compare nella pellicola, mentre si ode la sua voce. Recitò poi in Scudda Hoo! Scudda Hay!, con la regia di Arthur Pierson, che per alcuni problemi uscì nelle sale solo dopo alcuni mesi; la sua parte fu quasi completamente tagliata durante il montaggio, rimanendo alla fine un'unica scena dove lei saluta la protagonista della pellicola, June Haver. Dopo aver fatto la comparsa ne I verdi pascoli del Wyoming (Green Grass of Wyoming) di Louis King e in You Were Meant for Me di Lloyd Bacon, senza venire accreditata in entrambi i film, Marilyn Monroe prese parte a Dangerous Years di Frederick Hugh Herbert, uscito nel 1948, dove il nome della diva appariva come quattordicesimo nei crediti. Lo stesso anno vinse il concorso di bellezza Miss California Artichoke Queen.
Il 25 agosto 1947 il rapporto con la Fox terminò e il contratto non le fu rinnovato: Darryl Zanuck, capo della 20th Century, la reputò non adatta al cinema per la sua «insufficiente recitazione drammatica». Si ritrovò dunque nuovamente senza lavoro; secondo Donald Spoto, in questo periodo ebbe difficoltà economiche e svolse lavori saltuari continuando a studiare per migliorare come attrice drammatica. Alcuni biografi sostengono versioni denigranti sulla vita di Marilyn in questo periodo ma non vi sono testimonianze dirette di ciò pertanto riteniamo corretto non riportarle qui.
In seguito, grazie all'agente Max Arnow, ottenne un nuovo contratto alla Columbia Pictures, della durata di altri sei mesi per 175 dollari alla settimana. Girò come attrice protagonista l'unico film previsto, Orchidea bionda (Ladies of the Chorus), un musical a basso costo affidato alla regia di Phil Karlson sotto la supervisione di Harry Cohn, non limitandosi alla recitazione ma cantando anche due canzoni previste all'interno della pellicola; il film però non portò alcun successo né alla Monroe, né alla Columbia. Il 9 settembre 1948, dopo la fine delle riprese del film, il contratto scadde, senza ricevere un'offerta di rinnovo.
In questo periodo conobbe e frequentò per un breve periodo due figli di Charlie Chaplin, Charles Chaplin Jr. e Sydney Chaplin, cominciando inoltre a seguire i corsi di recitazione di Natasha Lytess, che trovava la giovane attrice impacciata, criticando anche il modo nel quale le avevano insegnato a parlare, senza muovere le labbra; da allora le due cominciarono una lunga collaborazione, terminata solo nel 1954. Per impostare al meglio il suo timbro vocale nella dizione e nel canto, prese lezioni da Fred Karger, di cui Marilyn si innamorò; lui si limitava a criticarla in continuazione, e alla fine la lasciò, sposando anni dopo l'attrice Jane Wyman. Poco dopo, come conferma Richard Lamparski, cominciò a lavorare come spogliarellista nel Mayan Theatre di Los Angeles. Nel 1949 ebbe una piccola parte in Una notte sui tetti, pellicola dei fratelli Marx diretta da David Miller e prodotta da Lester Cowan per la United Artists; nell'incontro, Harpo e Groucho le chiesero di camminare e al vederla la paragonarono a Theda Bara, Betty Boop e Mae West fuse insieme. È stato altresì scritto che Marilyn Monroe sarebbe l'incarnazione cinematografica di Daisy Mae, «personaggio di uno dei più popolari fumetti americani, che al suo apparire (1935) impose un nuovo archetipo al tipo androgino di donna americana».
Avendo letto sul Los Angeles Examiner che lo stesso Cowan la voleva mettere sotto contratto, si recò subito da lui ma, a detta del produttore, il contratto non era pronto. In seguito Cowan ritirò in parte quanto promesso, comunicandole che doveva partire per pubblicizzare Una notte sui tetti; l'attrice quindi partì in treno, andando prima a New York, poi a Detroit, a Cleveland, a Chicago, a Milwaukee e a Rockford. Non avendo alcun contratto cinematografico, cercò una parte in qualche film, senza però riuscire a ottenere alcun ingaggio. Per il lancio pubblicitario del film fu intervistata da Earl Wilson, che la introdusse al pubblico come "Mmmmmmm Girl". Ottenne poi una piccola parte in La figlia dello sceriffo (A Ticket to Tomahawk) della Fox, un western di Richard Sale dove Norma comparve in più scene rispetto al passato, senza tuttavia recitare alcuna battuta. Fu poi il soggetto di un servizio fotografico di László Willinger, che la spinse a fare alcuni piccoli ritocchi di chirurgia plastica al naso e al mento, ammorbidendo il suo aspetto.

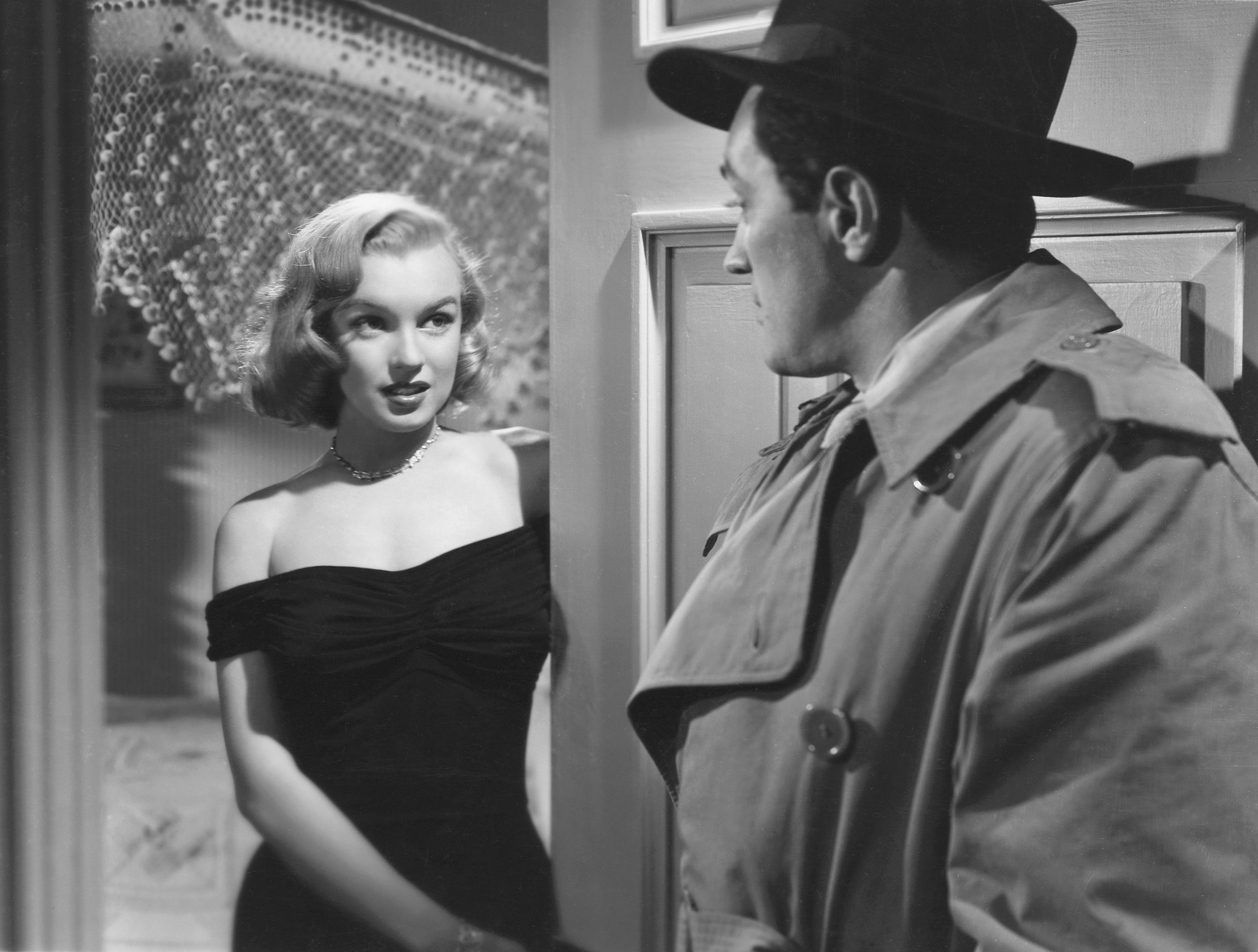
Marilyn Monroe in Giungla d'asfalto con John Haggerty: seppur marginale la sua parte nel film, l'interpretazione venne acclamata per la prima volta dalla critica

Il 31 dicembre 1948 incontrò, a una festa organizzata dal produttore Sam Spiegel, Johnny Hyde, un associato dell'agenzia William Morris che aveva apprezzato la sua recitazione nel film dei fratelli Marx; il talent scout, che presto si innamorò di lei, credeva che Marilyn fosse destinata a diventare una grande stella e aveva i mezzi per aiutarla in questo senso. Hyde aveva già scoperto Lana Turner e annoverava Rita Hayworth tra le sue clienti; con la sua insistenza, grazie anche all'amica Lucille Ryman della Metro-Goldwyn-Mayer, la fece inserire nel cast di Giungla d'asfalto (The Asphalt Jungle) di John Huston, dopo aver superato un provino nel quale recitava sdraiata sul pavimento. Marilyn interpreta la parte di Angela Phinlay, amante di un ricco e malvagio avvocato, e la sua performance ebbe recensioni contrastanti. Joseph L. Mankiewicz, su suggerimento di Hyde, la inserì poi nel cast di Eva contro Eva (All About Eve), recitando la parte dell'amante di un critico teatrale. Hyde continuò a cercare di firmare un contratto con la MGM senza riuscirci, nonostante i contatti con Dore Schary, trovandole comunque un ruolo per la Fox. Il suo salario era stato stabilito di 350 dollari a settimana ma Hyde riuscì a portarlo a 500 per il secondo film, convincendo Zanuck.
Contattata da Tom Kelley il 27 maggio 1949, decise di posare nuda per 50 dollari, soldi necessari per pagare l'affitto della sua abitazione, convinta che essendo un volto anonimo ciò non avrebbe danneggiato la sua immagine; la fotografia, venduta per 900 dollari, venne inserita, senza citare il suo nome, nel calendario sexy Miss Golden Dreams. Nel 1952 un ricattatore minacciò di rendere il fatto di pubblico dominio, ma Norma, consigliata dalla Fox, decise di rivelare lei stessa ai media di aver posato nuda per sfuggire alla miseria; questa sua confessione fece apparire la vicenda commovente, comportando apprezzamenti e simpatie per la sua condizione di attrice in difficoltà e accrescendo la sua popolarità. Hugh Hefner comprò poi il diritto di usare quelle fotografie, che vennero proibite in diversi stati, per il primo numero della sua nuova rivista Playboy.

### Il successo e la fama

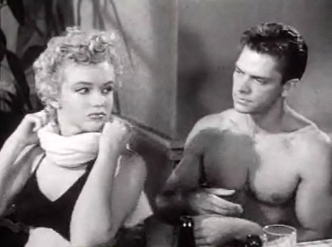
Marilyn Monroe e Keith Andes in La confessione della signora Doyle (1952)

Tra il 1949 e il 1950, Hyde chiese ripetutamente a Marilyn di sposarlo, assicurandole che avrebbe lasciato moglie e figli per lei e promettendole una vita nel lusso, ma lei rifiutò; il suo agente cercò anche di assicurarle la parte di protagonista in Nata ieri (Born Yesterday). Quando Hyde ebbe un attacco di cuore fatale a Palm Springs il 18 dicembre 1950, Marilyn, che era in sua compagnia, si incolpò della sua morte; subito prima di morire, le aveva garantito il futuro professionale procurandole un contratto settennale alla 20th Century Fox col compenso di 750 dollari alla settimana. Secondo la biografia di Spoto, dopo la morte del suo agente, Marilyn rinnovò il contratto con il produttore e cofondatore degli studios Joseph Schenck, Nonostante Johnny Hyde avesse lasciato disposizioni perché venisse trattata come una della famiglia, Monroe venne cacciata dalla sua casa dalla moglie e il giorno successivo al funerale tentò il suicidio, abusando di farmaci a casa di Lytess, che riuscì a trovarla in tempo. In questo periodo, Marilyn strinse una relazione, secondo quanto riferito dalla stessa Lytess, con il regista Elia Kazan.
Marilyn ebbe alcuni ruoli minori in film come Lo spaccone vagabondo (The Fireball) di Tay Garnett, Il messicano (Right Cross) di John Sturges, Home Town Story di Arthur Pierson, Le memorie di un dongiovanni (Love Nest) di Joseph M. Newman e L'affascinante bugiardo (As Young as You Feel) di Harmon Jones; durante le riprese di quest'ultima pellicola, l'attrice era spesso in lacrime per dover nuovamente interpretare un ruolo minore e privo di espressività. Sempre nel 1950, Monroe apparve sulla rivista Collier. Nel 1951 recitò in Mia moglie si sposa (Let's Make It Legal) di Richard Sale e fu protagonista di un nuovo scandalo: Earl Theisen le scattò una foto vestita soltanto da un sacco di patate. Nel marzo 1951 fu una delle presentatrici della cerimonia di premiazione degli Oscar. Si iscrisse poi all'Università della California, Los Angeles, dove studiò critica letteraria e artistica. In questo periodo prese alcune lezioni di recitazione da Michael Chekhov. Il 7 aprile 1952 apparve per la prima volta sulla copertina del settimanale Life. Dopo pochi mesi uscì il film La confessione della signora Doyle (Clash by Night) diretto da Fritz Lang; nell'occasione all'attrice venne data la possibilità di lavorare per la RKO Pictures, lo studio in cui la madre lavorava come montatrice negli anni venti. Lang mal vedeva i ritardi dell'attrice e la sua dipendenza da Lytess. La pellicola ebbe un buon successo ai botteghini, in parte attribuito alla curiosità suscitata dalla Monroe, che ricevette recensioni generalmente positive da parte della critica; questo fu il primo film nel quale il nome di Marilyn comparve nella locandina. Alcuni giornali, venendo a conoscenza della malattia di sua madre, l'accusarono pubblicamente di non assisterla a sufficienza.

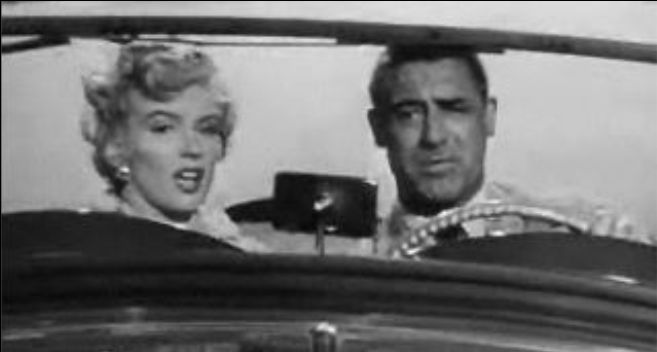
Marilyn Monroe e Cary Grant ne Il magnifico scherzo (1952)

Sempre nel 1952, cominciò una relazione con il critico letterario Robert Slatzer, conosciuto anni prima. Dopo qualche giorno trascorso a Malibù i due viaggiarono fino a Tijuana dove si sposarono il 4 ottobre. Secondo quanto raccontò Slatzer a tale unione erano molto contrari Zanuck e Lytess, e vista la loro influenza su Norma, tre giorni dopo i due sposi decisero di annullarlo. Monroe conobbe poi Joan Crawford, con la quale ebbe l'unico rapporto saffico da lei confermato; dopo qualche tempo scoprì che Crawford l'aveva definita volgare, considerazione dovuta, secondo Monroe, a un suo rifiuto dell'attrice come amante. Per la vicenda del calendario e dell'onestà delle sue risposte riceveva molta più posta delle altre attrici, arrivando a quasi settemila lettere alla settimana. Alcune pellicole del 1952 contribuirono ad accrescere la sua fama, tra cui Matrimoni a sorpresa (We're Not Married!) di Edmund Goulding con Ginger Rogers e Il magnifico scherzo (Monkey Business) di Howard Hawks con Cary Grant, Ginger Rogers e Charles Coburn, primo film nel quale apparve con i capelli biondo platino. La tua bocca brucia (Don't Bother to Knock) di Roy Ward Baker, con Richard Widmark e Anne Bancroft, fu il suo primo film da protagonista; recitando la parte di Nell Forbes, una babysitter dal passato turbolento, che si innamora di un pilota, "regala un bel ritratto di una donna fragile e sperduta". Fece poi parte di Il poliziotto e il salmo (The Cop and the Anthem), un episodio diretto da Henry Koster de La giostra umana (O. Henry's Full House), con Charles Laughton. Marilyn venne poi invitata alla parata per Miss America, il 2 settembre 1952, nella quale le ragazze sfilavano in costume da bagno, facendosi fotografare per pubblicizzare la campagna di reclutamento; un'immagine che evidenziava la sua scollatura destò scandalo.

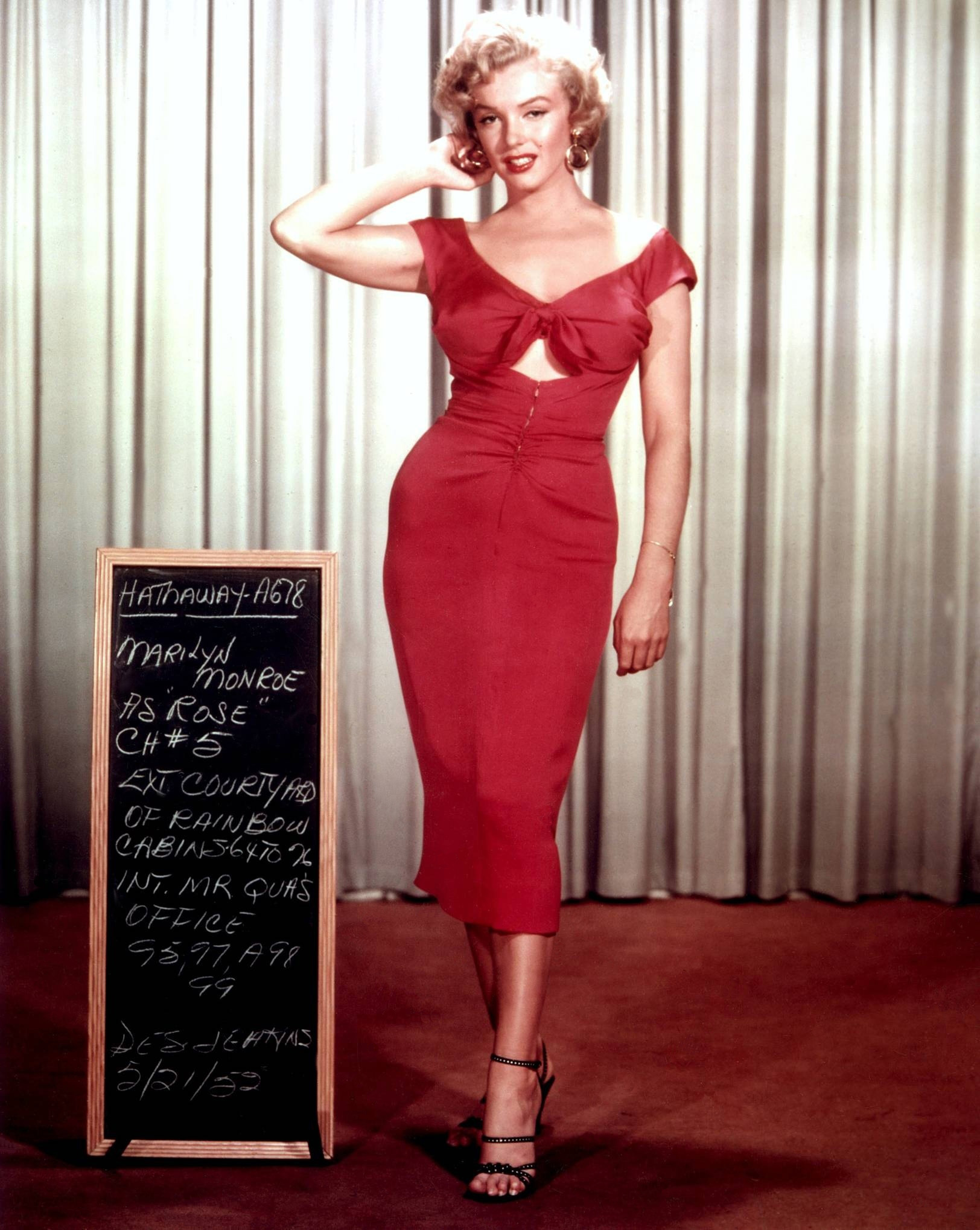
Marilyn Monroe in Niagara (1953)

Nel 1953 avvenne la definitiva consacrazione che la portò a essere considerata una delle più grandi stelle del cinema. Darryl F. Zanuck, notando nell'attrice del potenziale recitativo, pensò a lei per il cast di Niagara, diretto da Henry Hathaway; il ruolo scelto per lei era quello di una femme fatale che trama per uccidere il marito. Durante le riprese, Allan Snyder, il truccatore della Monroe, notò in lei la paura del palcoscenico, sentimento che segnò il suo comportamento sui set cinematografici nel corso della sua carriera. Il film, fortemente caratterizzato dalla presenza e dalla sensualità di Monroe, fu un successo; le recensioni sull'attrice furono generalmente positive, anche se la critica rilevò che la sua recitazione fosse imperfetta. Il suo comportamento in occasione degli eventi promozionali per Niagara ricevette a volte dei commenti negativi, dovuti in parte agli abiti corti e provocanti con i quali si presentava alle serate di gala.

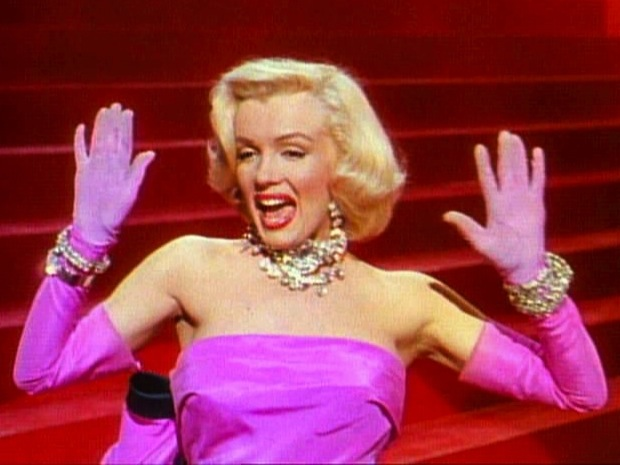
Marilyn Monroe si esibisce con Diamonds Are a Girl's Best Friend nella celebre scena de Gli uomini preferiscono le bionde (1953)

Gli uomini preferiscono le bionde (Gentlemen Prefer Blondes) di Howard Hawks vide l'attrice protagonista del musical, nel quale doveva recitare, cantare e ballare insieme con Jane Russell; celebri sono i brani Bye Bye Baby e Diamonds Are a Girl's Best Friend, cantato indossando un vestito rosa di William Travilla che verrà celebrato e imitato nei decenni successivi. Le due attrici divennero amiche, con Russell che descrisse Monroe come una ragazza "molto timida, molto dolce e molto più intelligente di quanto la gente potesse dar credito". Ricordò che Monroe mostrava notevole dedizione nel provare le coreografie ogni sera, anche dopo che la maggior parte della troupe aveva smesso di lavorare, arrivando tuttavia abitualmente in ritardo sul set per le riprese. Rendendosi conto che Marilyn rimaneva nel suo camerino per la paura del palcoscenico e che Hawks stava diventando impaziente per i suoi continui ritardi, Russell cominciò ad accompagnarla fino al set. In occasione della première del film a Los Angeles, Monroe e Russell lasciarono la loro firma e le loro impronte nel piazzale del Grauman's Chinese Theatre di Hollywood. L'adattamento cinematografico del romanzo di Anita Loos divenne un capolavoro del cinema, incassando oltre il doppio rispetto ai costi di produzione, e Marilyn ebbe la sua definitiva consacrazione come star del cinema, ricevendo nuovamente molte recensioni positive.

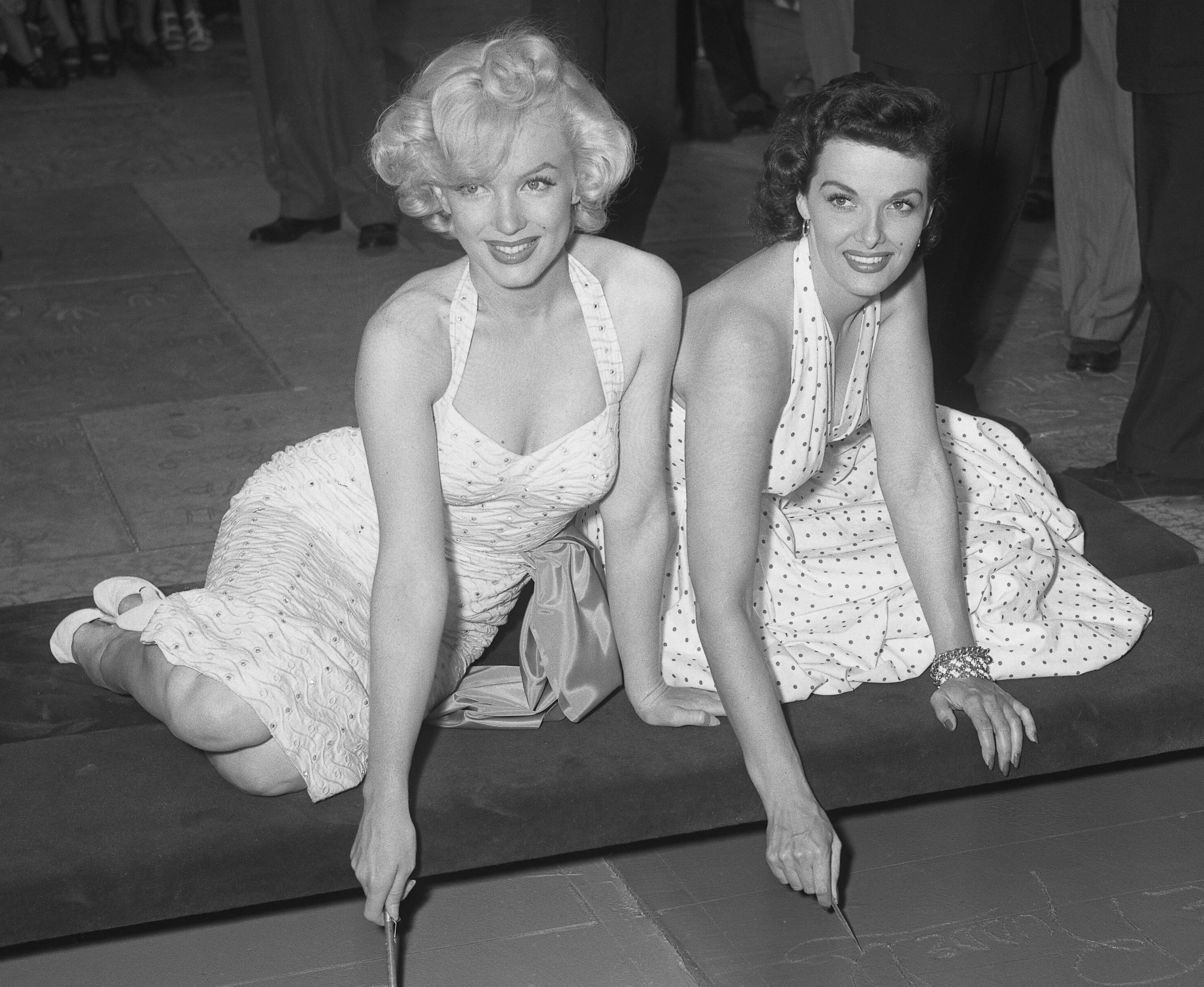
Marilyn Monroe e Jane Russell firmano il marciapiede del Grauman's Chinese Theatre di Los Angeles nel 1953

Anche Come sposare un milionario (How to Marry a Millionaire), una commedia romantica di Jean Negulesco della quale fecero parte anche Betty Grable e Lauren Bacall, riscosse un notevole successo commerciale. Monroe riuscì a calarsi in un personaggio più comico e brillante rispetto ai precedenti ruoli, avendo anche apprezzamenti dalla critica e dal pubblico. Sempre nel 1953 si classificò al primo posto della Quigley Poll, la classifica degli attori di maggiore successo commerciale, posizione che conservò fino al 1956. Tentando di uscire dallo stereotipo della dumb blonde ("oca bionda"), disse al New York Times: "Voglio crescere, svilupparmi e recitare importanti ruoli drammatici. La mia insegnante di recitazione, Natasha Lytess, dice a tutti che ho una grande anima, ma finora nessuno se n'è interessato." Apparve poi per la prima volta in un programma televisivo, il Jack Benny Show di Jack Benny, e, nel mese di ottobre, firmò un contratto discografico con la RCA Records. Dopo che Darryl F. Zanuck rifiutò di farle fare un provino per Sinuhe l'egiziano, entrò a far parte del cast del western La magnifica preda (River of No Return) di Otto Preminger, con Robert Mitchum.

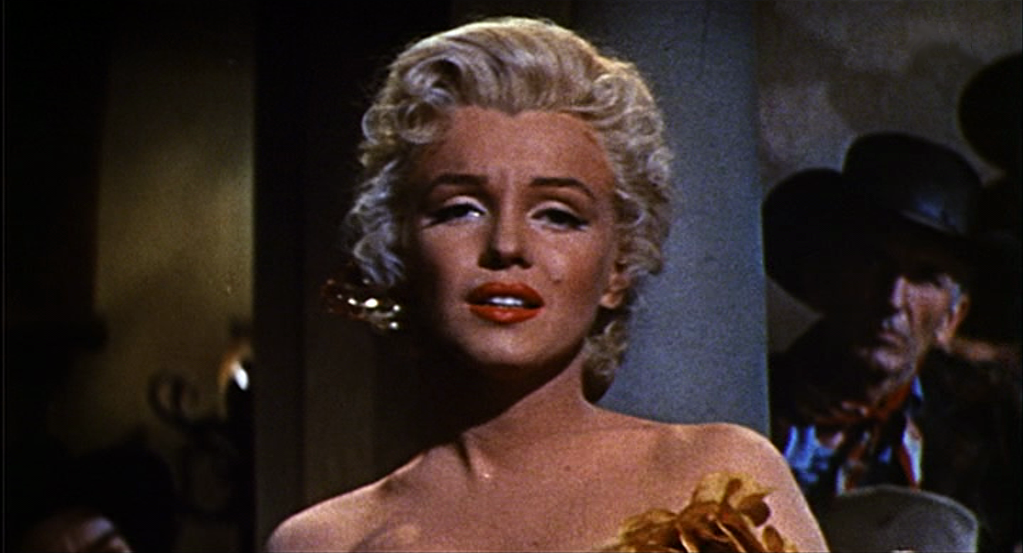
Marilyn Monroe in La magnifica preda (1954)

 Lytess ebbe il compito di assistere Monroe, che si rifiutava di parlare con Preminger, e di valutare ogni scena girata; alla fine delle riprese, Marilyn disse "Penso di meritare un progetto migliore a un film western di grado Z, in cui la recitazione è in secondo piano rispetto al paesaggio e al CinemaScope".

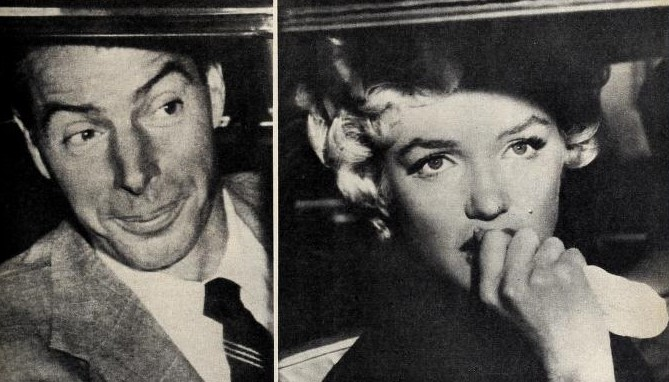
Marilyn Monroe e Joe DiMaggio nel 1954

Avrebbe poi dovuto partecipare al musical The Girl in Pink Tights, un rifacimento di una storia con Betty Grable, con Frank Sinatra. Nella sua biografia, la diva riferisce che letto il copione e trovandolo scialbo si rifiutò di prendervi parte, venendo sospesa dalla 20th Century Fox, mentre altre fonti raccontano che il motivo per cui non si presentò era dovuto alla differenza di salario fra i due protagonisti che la donna non tollerò; per Sinatra erano infatti previsti 5 000 dollari alla settimana contro i 1 500 di Monroe. Quando venne sospesa per la vicenda del musical, Joe DiMaggio, giocatore di baseball dei New York Yankees, le chiese di sposarlo. I due si erano conosciuti nel 1951 e, dopo anni di corteggiamento, i due convolarono a nozze il 14 gennaio 1954, presso il municipio di San Francisco; non poterono sposarsi in chiesa dato che entrambi erano divorziati. Poco tempo dopo, disse a un reporter "Il matrimonio è la mia carriera principale da ora in poi". Durante la loro luna di miele in Giappone, Marilyn si recò dai soldati statunitensi feriti e cominciò a cantare per loro; nei tre giorni che trascorse nel campo, si esibì per circa 13 000 militari. In seguito disse che questa esperienza l'aiutò a superare la paura di recitare e cantare davanti a grandi folle. I due si stabilirono poi a San Francisco; la loro unione fu difficile fin dall'inizio, a causa delle loro personalità in conflitto; la gelosia di DiMaggio, che talvolta sfociava nella violenza, mal si conciliava con la vita mondana della Monroe. Poco dopo il matrimonio, il 22 gennaio vinse l'Henrietta Award ai Golden Globe 1954 per la "migliore attrice del mondo".

### I successi internazionali
Tornata a Hollywood nel marzo 1954, Monroe si chiarì con la 20th Century Fox e prese parte al musical Follie dell'anno (There's No Business Like Show Business) di Walter Lang. Il film non ebbe un notevole successo commerciale, non riuscendo a recuperare il budget iniziale, e venne accolto negativamente anche da parte della critica; fu anche definito come il peggiore dei film di Marilyn Monroe. Anche la stessa attrice ebbe dei giudizi negativi sul film, cui aveva partecipato con la garanzia di un ruolo da protagonista in una successiva pellicola; Ed Sullivan descrisse l'interpretazione dell'attrice del brano Heat Wave come "una delle più evidenti violazioni del buon gusto" cui aveva mai assistito.

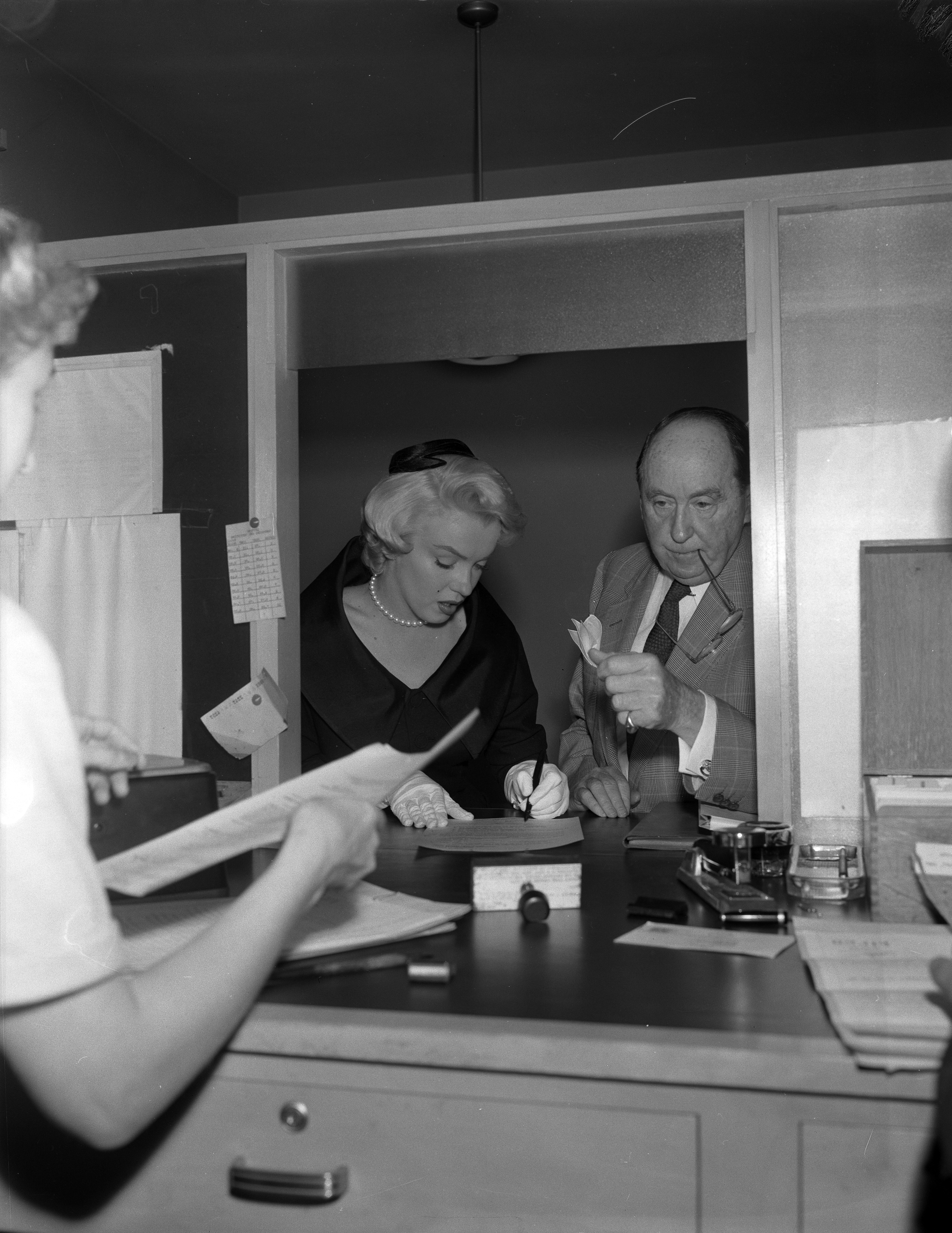
Marilyn Monroe firma l'atto di divorzio da Joe DiMaggio alla presenza dell'avvocato Jerry Giesler nel 1954

Quando la moglie è in vacanza (The Seven Year Itch) di Billy Wilder, che fu uno dei maggiori successi dell'attrice, fu l'adattamento cinematografico dell'omonima opera teatrale di George Axelrod. La celebre scena nella quale la gonna del vestito bianco di Marilyn viene sollevata dal passaggio di un treno della metropolitana, filmata all'incrocio tra Lexington Avenue e la 52º strada a New York il 15 settembre 1954 davanti a centinaia di fan, verrà citata e parodiata innumerevoli volte fino a diventare un'icona del cinema del XX secolo; durante le riprese di questa sequenza, Wilder ricordò l'espressione di rabbia sul volto di DiMaggio. In seguito, la coppia ebbe una furiosa lite e il 5 ottobre, dopo nove mesi di matrimonio, Monroe e DiMaggio si separarono. Il film di Wilder fu un successo commerciale, guadagnando circa 8 milioni di dollari, e la stessa Monroe ottenne numerose recensioni positive per la sua interpretazione. Nel periodo nel quale venne girato il film di Wilder, tra l'estate del 1954 e i primi mesi del 1955, Monroe rifiutò alcuni ruoli minori in pellicole come L'altalena di velluto rosso (Girl in the Red Velvet Swing) e Scandalo al collegio (How to Be Very, Very Popular).
Nonostante fosse oramai una star del cinema, Marilyn era stanca dei ruoli da dumb blonde che Zanuck le affidava; quando Jayne Mansfield e Sheree North non raccolsero i successi di pubblico attesi, Zanuck, colpito anche dal notevole successo di Quando la moglie è in vacanza, decise di cedere alle richieste della Monroe. Il nuovo contratto che Marilyn stipulò le lasciava maggior margine creativo, il diritto di approvazione del regista e la possibilità di fare un film all'anno con case di produzione diverse dalla Fox, che si assicurò l'attrice per quattro film da girare in sette anni. Anche se il contratto fra le due parti fu inizialmente proposto ad agosto, questo venne firmato solo il 31 dicembre 1955, prevedendo un compenso di 100.000 dollari a film, oltre a un'ulteriore quota in base ai guadagni, e a un rimborso di 142.000 dollari per i film passati.
Dopo il matrimonio con DiMaggio, fu per un breve periodo l'amante di Frank Sinatra. Dopo aver preso alcune lezioni di recitazione da Constance Collier, nel marzo 1955 si trasferì a New York per studiare all'Actor's Studio, con Lee e Paula Strasberg, conosciuta sul set di Follie dell'anno. Si racconta che proprio per la frequentazione degli Strasberg perse sicurezza in sé stessa, cominciando a sottoporsi a sedute di psicoanalisi. Il mese successivo, grazie a Collier, conobbe Greta Garbo; per via di questo rapporto, l'FBI aprì un fascicolo chiamato Love story Marilyn-Greta. Nel mese di maggio, Monroe cominciò a uscire con il drammaturgo Arthur Miller, conosciuto ai tempi del film L'affascinante bugiardo. Durante tutto l'anno trascorso presso l'Actors Studio, Monroe cercò di attenuare la sua paura del palcoscenico, stringendo amicizia con Kevin McCarthy e Eli Wallach. Quando Strasberg sentì che Monroe era pronta per recitare davanti ai suoi coetanei, Monroe e Maureen Stapleton scelsero una scena presa dall'Anna Christie di Eugene O'Neill; nonostante, nel corso della prova, avesse vacillato, recitò le sue battute senza dimenticare il copione, stupendo i presenti per le sue doti interpretative. Si dedicò poi al servizio fotografico di Cecil Beaton presso l'Ambassador Hotel di New York. Cercò poi l'anonimato viaggiando con il nome di Zelda Zonk prima nel Connecticut e poi a New York all'Hotel Waldorf-Astoria. Nel mese di settembre Grace McKee, la tutrice della Monroe, si suicidò ingerendo un quantitativo letale di barbiturici.
Monroe tornò a recitare con Fermata d'autobus, il primo lavoro prodotto da Marilyn stessa con la sua casa di produzione la MM Productions, tratto da due opere teatrali di William Inge, per la regia di Joshua Logan. Il film venne girato nei mesi di maggio e giugno a Phoenix; a causa del maltempo e per il pesante trucco usato dall'attrice, Marilyn ebbe diversi problemi di salute, venendo in seguito ricoverata in ospedale con una diagnosi di bronchite acuta. Poco prima di cominciare le riprese, Monroe aveva rescisso il contatto con Natasha Lytess, sostituendola con Paula Strasberg, che divenne una presenza costante nella carriera successiva dell'attrice. Marilyn ebbe per questa pellicola una nomination al Golden Globe per la migliore attrice in un film commedia o musicale, premio poi andato a Deborah Kerr per Il re ed io; il critico cinematografico del Time Bosley Crowther gridò alla sorpresa affermando che finalmente Monroe dimostrava di essere un'attrice; della stessa opinione era il giornalista del The Saturday Review Arthur Knight, dichiarando, chiamandola "artista", che erano finiti i tempi nei quali si pensava che fosse solo un corpo. Il 23 febbraio 1956 il nome Marilyn Monroe divenne il suo nome legale. Il 15 maggio apparve per la prima volta sulla copertina del Time; Marilyn venne ingaggiata da Richard Avedon per un servizio fotografico, nel quale prese le parti di Lillian Russell, Theda Bara, Clara Bow, Jean Harlow e Marlene Dietrich.
Il 29 giugno 1956 Monroe si sposò con Arthur Miller; nello stesso periodo, si convertì all'ebraismo, motivo per cui i suoi film vennero proibiti in Egitto e Siria. Dopo due settimane di luna di miele in Giamaica, nel novembre 1956 Marilyn decise di vivere nel ranch del marito a Roxbury nel Connecticut. Nel 1955, aveva fondato con il fotografo Milton H. Greene una sua società di produzione, la Marilyn Monroe Production, i cui film prodotti furono il sopracitato Bus Stop e Il principe e la ballerina (The Prince and the Showgirl) di Laurence Olivier. Prima delle riprese, Olivier elogiò l'attrice; commentando il cast una volta finito di girare il film, disse "Marilyn era quasi meravigliosa, la migliore di tutti". L'interpretazione della Monroe venne apprezzata anche dalla critica; il 13 maggio Monroe ritirò all'istituto di Cultura Italiana di New York dalle mani di Anna Magnani il David di Donatello per la migliore attrice straniera. Dopo che venne tolta la carica di vicepresidente della casa di produzione cinematografica a Greene, considerato anche il deteriorarsi dei rapporti fra i due, dovuti in parte ad Arthur Miller, la società non produsse altri film anche se non venne chiusa subito. Marilyn voleva un figlio da Miller, ma durante il loro rapporto ebbe alcuni aborti. Numerosi biografi hanno indagato sul reale numero di interruzioni di gravidanza avute dall'attrice; il numero non è univoco, in quanto spesso ricorse a cliniche illegali, tuttavia, secondo Sarah Bartlett Churchwell, Monroe ebbe circa dodici aborti, mentre la stessa Marilyn disse di aver avuto quattordici interruzioni di gravidanza. Il notevole numero di questi interventi è in parte dovuto all'endometriosi della quale soffriva. Sicuramente, nel corso della sua vita ebbe una gravidanza ectopica, un aborto spontaneo e uno volontario.

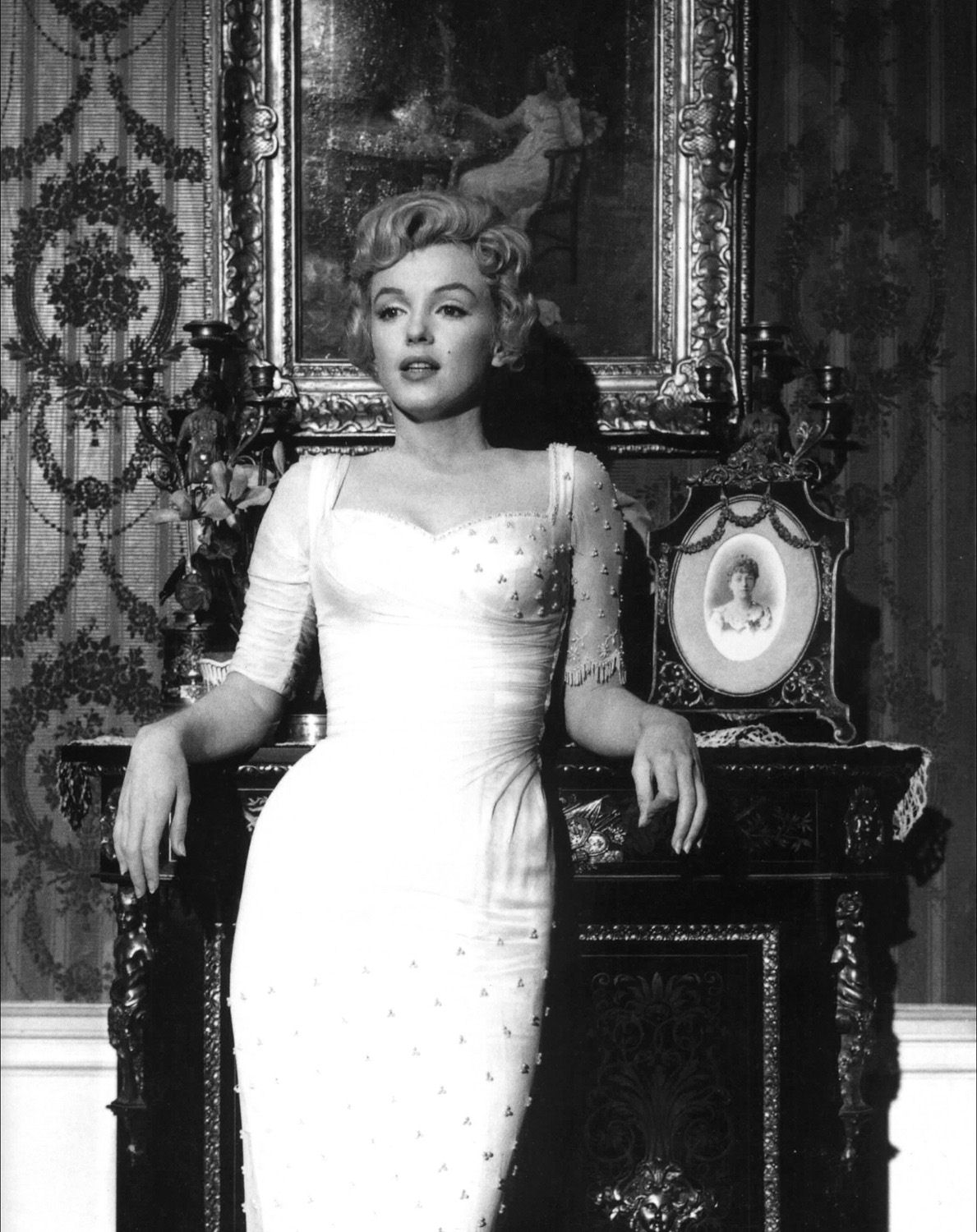
Marilyn Monroe ne Il principe e la ballerina (1957)

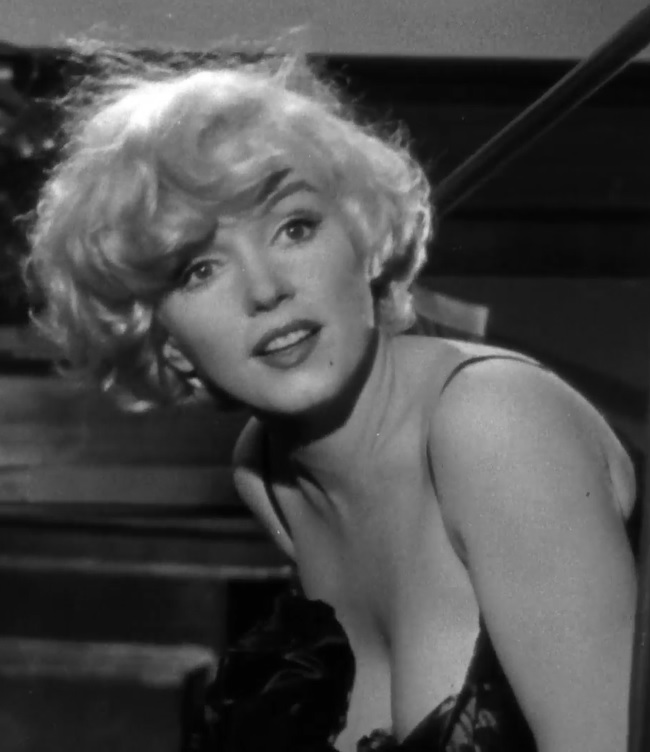
Marilyn Monroe in A qualcuno piace caldo (1959)

Dal 4 agosto al 6 novembre 1958, insieme con Jack Lemmon e Tony Curtis, girò A qualcuno piace caldo (Some Like It Hot), uno dei suoi film di maggior successo. Billy Wilder era il regista del film e, anche se l'altro film che girò con lei, Quando la moglie è in vacanza, ebbe un notevole successo commerciale, aveva esplicitamente detto che mai più avrebbe lavorato con lei, per le sue paure di recitare, i suoi ritardi e per il fatto che non riusciva a ricordarsi le battute del copione. Monroe, che aveva da poco superato il trauma dell'aborto e voleva tornare a recitare, cercò allora di convincerlo, inviandogli una lettera nella quale scrisse che avrebbe gradito molto lavorare ancora con lui. Monroe accettò l'idea di girare la pellicola in bianco e nero, e Wilder accettò di lavorare nuovamente con lei. Durante le riprese ebbe dei problemi nel riuscire ad addormentarsi e, dopo aver ingurgitato delle pillole in eccesso, venne portata al Cedars of Lebanon Hospital per un controllo. Nel mese di dicembre, poco dopo la conclusione delle riprese, una gravidanza si concluse con un aborto spontaneo. A qualcuno piace caldo fu un successo e venne acclamato sia dal pubblico sia dalla critica, ricevendo sei candidature ai Premi Oscar del 1960. Lo stesso Wilder definì il film "il suo più grande successo"; parlando delle riprese disse "lavorare con Marilyn era così difficile perché era del tutto imprevedibile", definendola poi un "genio assoluto come attrice comica". Per questo film, Monroe vinse il Golden Globe come migliore attrice in un film commedia o musicale, superando attrici come Doris Day in Il letto racconta e Shirley MacLaine in Tutte le ragazze lo sanno. Quando ritirò il premio, consegnatole da Rock Hudson, era evidente il suo stato di ebbrezza, tanto che vennero censurati gli interventi dell'attrice durante la premiazione.

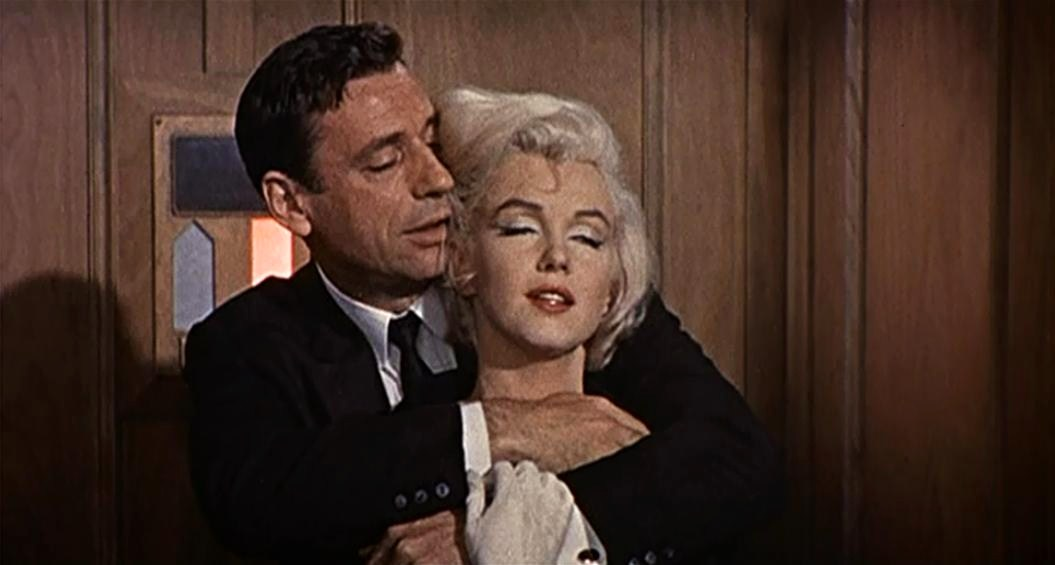
Marilyn Monroe insieme con Yves Montand in Facciamo l'amore (1960)

Per rispettare il contratto con la Fox, che prevedeva per lei quattro film, accettò di apparire in Facciamo l'amore (Let's Make Love), diretto da George Cukor. Il soggetto era inizialmente frutto di Norman Krasna ma venne riscritto in parte da Arthur Miller; il nuovo copione non venne apprezzato dai vari attori scelti per recitare la parte del protagonista, per cui Cary Grant, Yul Brynner, Rock Hudson, Charlton Heston e Gregory Peck rifiutarono tutti di girare il film. Il ruolo venne poi affidato a Yves Montand; quando Miller e Simone Signoret, moglie dell'attore, si recarono entrambi in Europa per motivi di lavoro, i due cominciarono una breve relazione, che si concluse quando Montand rifiutò di lasciare la Signoret. Monroe smentì pubblicamente un suo rapporto con l'attore italo-francese; in quei tempi, nonostante vi fosse una diversità di vedute inconciliabile e avesse probabilmente cominciato un rapporto con J.F. Kennedy, era ancora sposata con Miller. Il film non ebbe il successo della critica e del pubblico dei precedenti film.

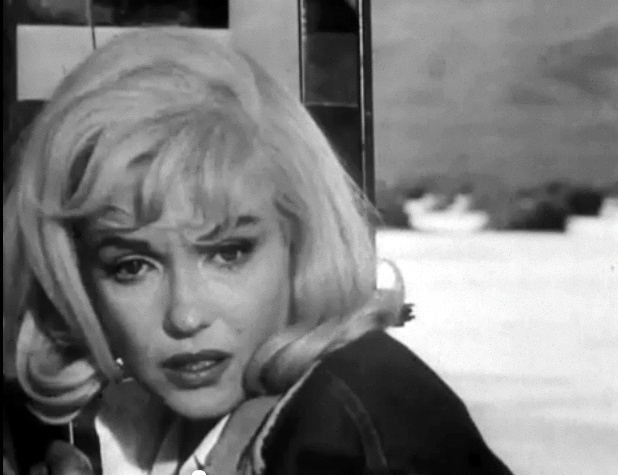
Marilyn Monroe nel suo ultimo film completo, Gli spostati (1961)

In questo periodo, la salute di Monroe peggiorò e lei cominciò a vedere uno psichiatra di Los Angeles, il dottor Ralph Greenson; spesso si lamentava di soffrire di insonnia, e, secondo Greenson, ingeriva un'eccessiva dose di farmaci, progredendo verso la dipendenza da essi, notando però che poteva rinunciare ai farmaci per periodi prolungati senza subire alcuna crisi di astinenza. Secondo Greenson, questo stato psicologico era dovuto al deteriorarsi del rapporto tra Miller e Monroe, che era particolarmente insofferente verso il marito. Greenson dichiarò che il suo obiettivo principale era quello di imporre una drastica riduzione nell'assunzione di farmaci.
Nel luglio del 1960, sotto il caldo del deserto del Nevada, cominciarono le riprese de Gli spostati (The Misfits), diretto da John Huston, con Clark Gable, Montgomery Clift, Eli Wallach e Thelma Ritter; Miller scrisse la sceneggiatura del film come regalo di San Valentino per Monroe, contenente un ruolo scritto appositamente per l'attrice, tuttavia, quando cominciarono le riprese, i due si erano già lasciati. L'11 novembre vi fu la separazione ufficiale della coppia e Marilyn ottenne il divorzio a Ciudad Juárez in Messico il 24 gennaio 1961. Monroe era spesso malata e, lontano dall'influenza del dottor Greenson, aveva ripreso il consumo di sonniferi e di alcool; nel mese di agosto, tornò a Los Angeles dove venne ricoverata per dieci giorni in ospedale e, anche se non sono mai stati divulgati i motivi di questo ricovero, i giornali dell'epoca riportarono che era stata vicino alla morte. Tornata sul set, riuscì a completare il film; il ritardo di Marilyn alle scene era mal visto dal resto del cast, in particolare da Gable, che morirà pochi giorni dopo la fine delle riprese. Questo fu anche l'ultimo film completato da Marilyn Monroe. La vedova di Gable, Kay, disse che lo stato di "eterna attesa" sul set de Gli spostati aveva contribuito alla morte dell'attore. Quando i giornalisti chiesero a Monroe se si sentiva in colpa per la morte di Gable, lei si rifiutò di rispondere, ma privatamente espresse il suo rammarico per il trattamento che ebbe nei confronti dell'attore durante le riprese. Il film, divenuto un classico del cinema del XX secolo, ricevette recensioni contrastanti, senza ottenere un successo commerciale, anche se alcuni come Kate Cameron del New York Daily News elogiarono le interpretazioni di Monroe e Gable.

### I problemi di salute e gli ultimi anni
Nei mesi successivi, la dipendenza da alcol e da psicofarmaci della Monroe cominciò a minare la sua salute. Il 7 febbraio 1961 Marilyn, sempre più spesso preda di turbe psichiche, si recò volontariamente sotto il falso nome di Faye Miller al Payne Whitney Psychiatric Clinic, l'ospedale psichiatrico di New York; quando la permanenza nella casa di cura divenne per l'attrice una sorta di detenzione, l'ex marito Joe DiMaggio riuscì a farla uscire e a trasferirla al Columbian Presbyterian. Le fonti sono discordanti sul modo in cui lo sportivo riuscì a farla uscire dall'istituto; secondo alcune i due uscirono di nascosto dalla cantina, per altre riuscì semplicemente a farla trasferire nell'altra clinica, mentre altre ancora sostengono che, dopo aver trascorso tre giorni alla Payne Whitney, venne trasferita alla Columbian per tre settimane dove giunse DiMaggio. In ogni caso, dopo che fu dimessa, raggiunse DiMaggio in Florida. A maggio dello stesso anno subì poi un intervento chirurgico per correggere un blocco alle tube di Falloppio; nel mese di giugno venne poi operata per calcoli alla cistifellea al Polyclinic Hospital di New York. L'11 luglio venne dimessa, venendo colpita da un microfono durante l'assalto dei giornalisti. Questi diversi interventi e le sue dipendenze non le permisero di girare alcun film per tutto il 1961.

Frank Sinatra nel gennaio 1962 lasciò definitivamente Marilyn, annunciando il proprio matrimonio con Juliet Prowse (che comunque non sposò), mancando alla promessa fatta tempo addietro di sposare Monroe; nello stesso periodo, l'ex marito Arthur Miller convolò a nuove nozze con Inge Morath. Marilyn, sempre più provata da queste notizie, dimagrì perdendo sette chili. Comprò una villa a Brentwood per 90 000 dollari, in cui si trasferì nel mese di febbraio; l'abitazione era situata nella West Los Angeles, al 12305 di Fifth Helena Drive. Il 5 marzo ricevette, durante i Golden Globe 1962, il suo secondo Henrietta Award. Il 23 aprile, a distanza di 14 mesi dal suo ultimo ricovero nella clinica newyorchese, cominciarono le riprese del film Something's Got to Give, diretto da George Cukor con Dean Martin e Cyd Charisse; questo, che doveva essere il terzo dei quattro film promessi alla Fox, era un rifacimento di Le mie due mogli. Il film doveva cominciare a gennaio ma, per conciliare la riabilitazione dell'attrice, la troupe cominciò a lavorare solo alcuni mesi più tardi. All'inizio delle riprese Marilyn si ammalò, tornando 5 giorni dopo, il 30 aprile, pur non essendo ancora in condizione di girare le scene; soffriva infatti di febbre alta e di frequenti sinusiti, e si rifiutava di recitare se il resto del cast non era in ottime condizioni di salute.

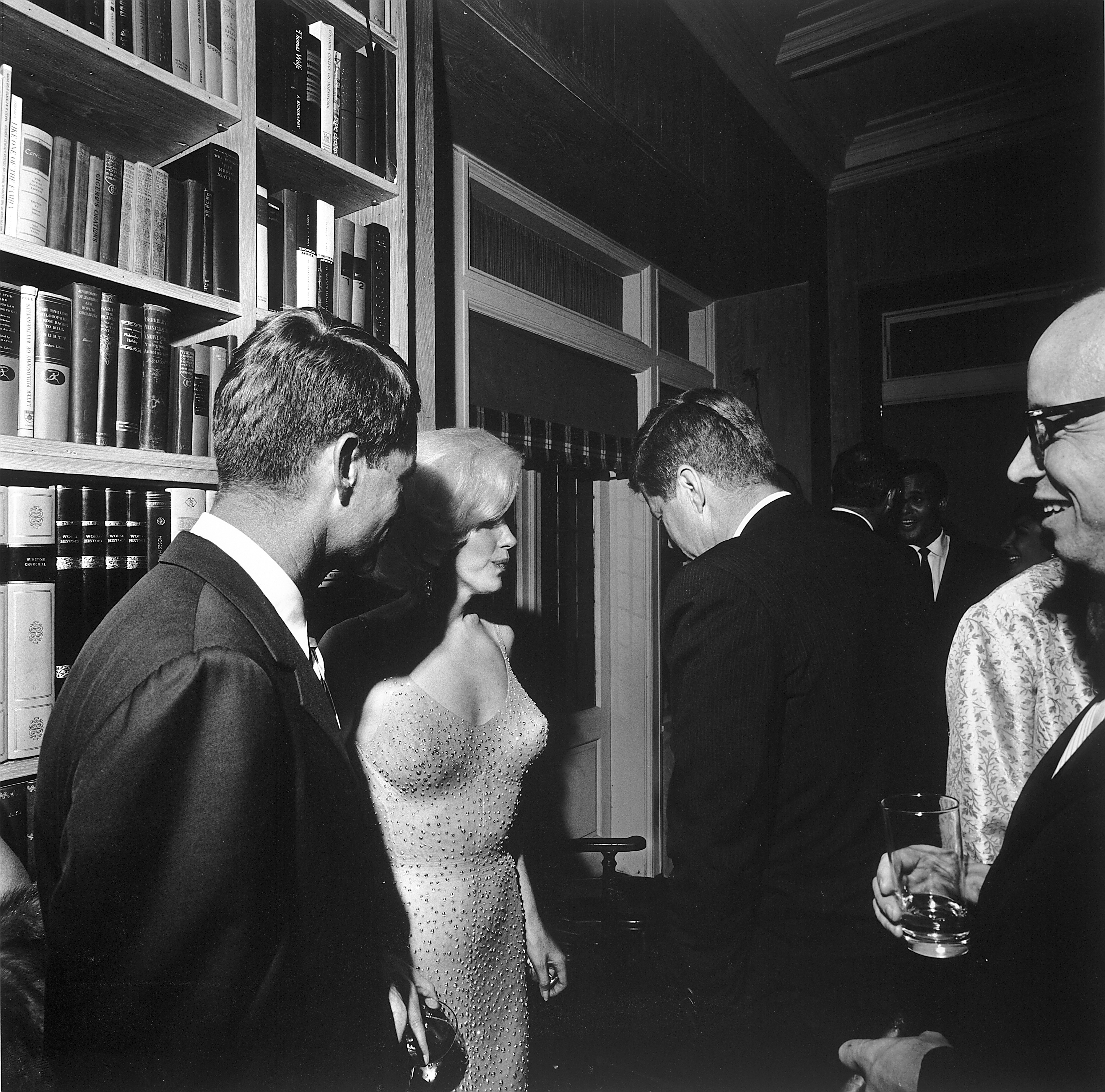
Marilyn Monroe, John Fitzgerald Kennedy e Robert Kennedy a New York nel 1962

Il 19 maggio 1962 al Madison Square Garden, durante i festeggiamenti per il compleanno del presidente John Fitzgerald Kennedy, cantò davanti a circa 15 000 persone Happy Birthday, Mr. President, indossando un abito apparentemente trasparente (in realtà dell'esatto colore della sua pelle); al termine fece un breve discorso e continuò cantando Thanks for the Memory di Bob Hope. Il presidente la ringraziò dicendo «Adesso, dopo aver ascoltato degli auguri così dolci, posso anche ritirarmi dalla politica». Le fonti non concordano sul primo incontro fra l'attrice e JFK; secondo il giornalista Jean Marcilly, grazie alle confessioni fattegli dalla stessa Monroe in un periodo difficile con Miller a seguito di un aborto, la donna avrebbe chiesto un incontro con il senatore Kennedy (Frank Sinatra come intermediario), il quale l'avrebbe rassicurata. Altri invece riferiscono che fu grazie a uno degli agenti avuti dall'attrice, Charles Feldman, che nel 1954 in una festa a casa sua i due si conobbero; fu una semplice presentazione informale, ma i due si incontrarono nuovamente a casa di Peter Lawford nel 1957, grazie al quale i due poterono incontrarsi ripetutamente negli anni successivi. Della relazione con il presidente si era confidata anche con il giornalista Sidney Skolsky. In seguito Kennedy prese le distanze dall'attrice; quando Marilyn Monroe gli regalò un Rolex d'oro con incisa la frase «Jack, with love as always from Marilyn, May 29th 1962» ("Jack, con amore come sempre da Marilyn, 29 maggio 1962"), l'orologio venne donato a un dipendente.
Marilyn frequentò anche Robert Kennedy, il fratello del presidente, che fu il suo ultimo amante. I due si erano probabilmente conosciuti quando John Kennedy si era deciso a non frequentare più l'attrice. Le fonti dicono che aveva anche inizialmente promesso di sposarla e che Marilyn andava in giro dicendo ai suoi amici che sarebbe diventata moglie di un uomo molto importante. I biografi concordano nel dire che a quei tempi, durante le riprese di Something's Got to Give, Marilyn affermava di essere incinta; non conosceva però l'identità del padre del bambino, ma si presume che il figlio potesse essere di Bob Kennedy. Abortì poche settimane dopo, il 20 luglio, presso la Cedars of Lebanon. Agnes Flanagan disse che Marilyn aveva però abortito con ogni probabilità nel Messico poche settimane dopo; tali testimonianze trovano conferma nelle indagini condotte da Fred Otash che giunse alla conclusione che abortì con l'aiuto di un medico statunitense che la seguì oltre confine. Alcuni biografi ritengono che venne costretta ad abortire, in quanto si ipotizzava che il padre del bambino fosse Bob Kennedy.

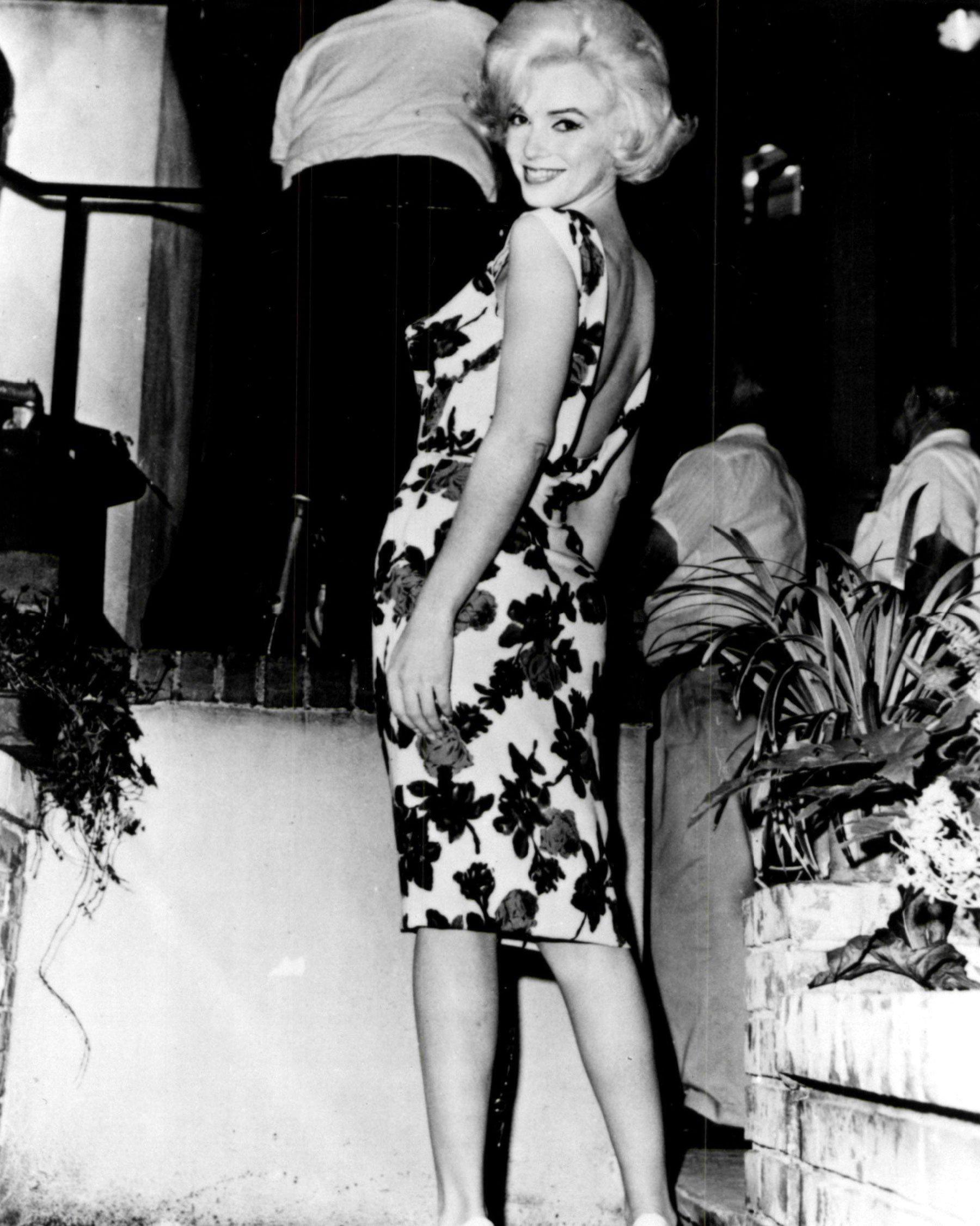
Marilyn Monroe sul set di Something's Got to Give nel maggio 1962, tre mesi prima della morte

Il 1º maggio Monroe tornò poi sul set di Something's Got to Give e il 23 maggio girò una sequenza nella quale appare nuda in una piscina, rimanendo nell'acqua per ore e peggiorando così il suo stato di salute; commentando che voleva "spingere Liz Taylor fuori dalle copertine delle riviste", diede il permesso per far pubblicare dalla rivista Life diverse fotografie nelle quali si mostrava parzialmente nuda. Alla fine del mese si allontanò nuovamente dalle scene per motivi di salute; per le continue assenze, che le consentirono di essere sul set solo 12 giorni su 35, l'8 giugno la Monroe venne licenziata e la 20th Century Fox intentò contro di lei una causa da mezzo milione di dollari.

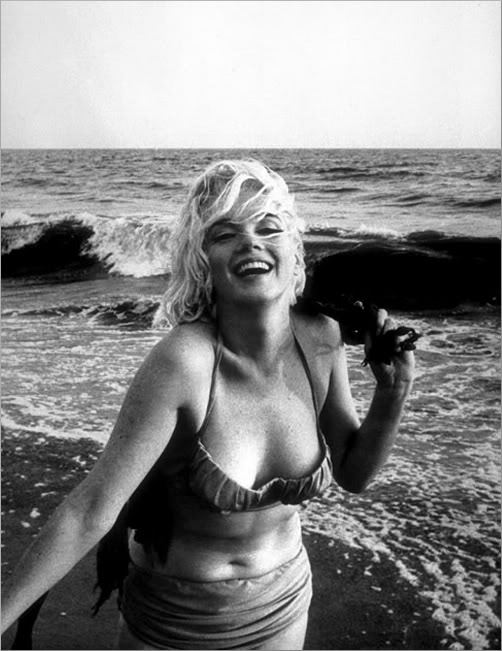
Marilyn Monroe fotografata da George Barris nel 1962

Fece poi dei servizi fotografici con George Barris, che rifiutò per molti anni di permetterne la pubblicazione, scattando anche alcune foto di nudo, e con Bert Stern per Vogue; per quest'ultimo, durante i tre giorni di lavoro all'hotel Bel-Air di Hollywood, scattò in totale 2.571 foto. Il lavoro completo verrà poi pubblicato nel libro The Last Sitting.
La questione legale con la 20th Century Fox si era risolta il 1º agosto e le venne rinnovato il contratto, prevedendo un milione di dollari per altri due film. Venne inoltre previsto di ricominciare in autunno le riprese di Something's Got to Give. Vi era inoltre la possibilità di firmare un contratto con una casa di produzione italiana del valore di 10 milioni di dollari per quattro film, dei quali sarebbe stata regista, sceneggiatrice e attrice. Ad Allan Snyder, che la incontrò alla fine di luglio, Marilyn confessò di essere soddisfatta per le opportunità che aveva a sua disposizione, di non essere "mai stata meglio" e di "essere di ottimo umore". Il 4 agosto incontrò Ralph Greenson, il suo psichiatra personale.

### La morte e la tumulazione

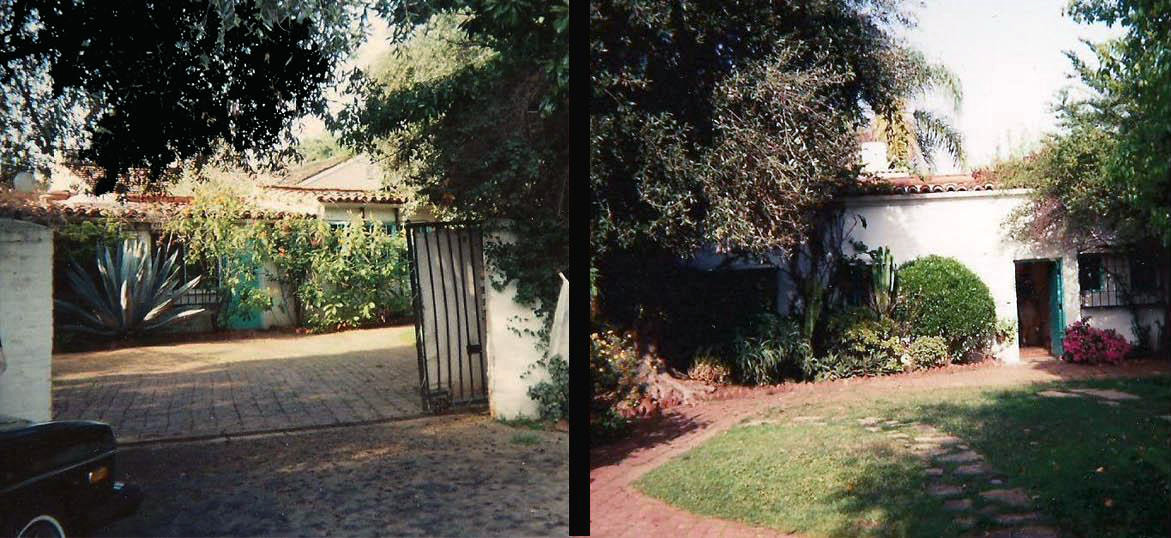
L'abitazione di Marilyn Monroe a Brentwood

Marilyn Monroe fu trovata morta nella camera da letto della sua casa di Brentwood, a Los Angeles, il 4 agosto 1962, all'età di 36 anni. Il suo cadavere, privo di vestiti e con in mano la cornetta del telefono, fu scoperto da Ralph Greenson, il medico psichiatra che era stato urgentemente chiamato alle 3:30 da Eunice Murray, governante e amica dell'attrice, preoccupata perché non riusciva a entrare nella camera di Marilyn; la porta era chiusa dall'interno e, nonostante la Murray vedesse la luce accesa, non sentiva alcun rumore e nessuno rispondeva alle sue domande. La chiamata alla polizia per denunciare il fatto arrivò alle 4:25 (ora locale), come da successivi accertamenti telefonici. Alcuni biografi ritengono però che fossero trascorse cinque ore dal momento del decesso a quando vennero avvisate le autorità: in questo lasso di tempo Marilyn sarebbe stata portata al Saint John's Health Center di Santa Monica, ma l'ospedale avrebbe rifiutato di accettare il caso per l'eccessiva notorietà della vittima. Un'indagine formale nel 1982 del procuratore generale della contea di Los Angeles si concluse senza nessuna credibile evidenza di un complotto.
Secondo il dottor Thomas Noguchi, che eseguì l'autopsia, la morte di Marilyn fu con "alta probabilità" un suicidio, dovuta a un'overdose di barbiturici; nel corpo dell'attrice trovò 8 milligrammi di Idrato di cloralio e 4,5 milligrammi di Pentobarbital per 100 millilitri di sangue. L'incerta ricostruzione degli eventi di quella notte, la presenza non confermata di Bob Kennedy nella casa dell'attrice la sera prima della sua morte e alcune incongruenze nelle dichiarazioni dei testimoni e nel referto autoptico diedero adito a molteplici interpretazioni sugli eventi di quella notte e sulle cause della scomparsa dell'attrice. Tra le varie versioni formulate, venne ipotizzata la complicità dei Kennedy, che vedevano nella Monroe, che si era detta pronta a confessare le loro relazioni con lei, una minaccia per la loro carriera politica oppure una vendetta della mafia americana nei confronti della famiglia Kennedy per alcune promesse fatte in campagna elettorale e non mantenute.

Il loculo di Marilyn Monroe presso il Pierce Brothers Westwood Memorial Park Cemetery

Joe DiMaggio, insieme con Inez Melson, amministratrice dei beni di Marilyn e tutrice della madre dell'attrice, organizzò il funerale, occupandosi delle spese; la cerimonia si tenne al Westwood Memorial Park l'8 agosto 1962. Tra le 31 persone tra parenti e amici che presenziarono al funerale, vi furono Robert Slatzer (a cui non fu concesso di vedere la salma), Greenson con la famiglia, Murray e Newcomb; non furono presenti invece Dougherty e Miller, gli altri ex-mariti. La madre Gladys, già colpita dalla schizofrenia, malattia che la rese incapace di ricordare la figlia, non prese parte al funerale. La cerimonia venne celebrata da A.J. Soldancon, con le note di Over the Rainbow; l'orazione funebre sarebbe dovuta essere stata letta dal poeta Carl Sandburg, ma non gli fu permesso di partecipare e venne sostituito da Lee Strasberg. La bara era di bronzo massiccio ed era stata foderata con un tessuto di seta color champagne. L'attrice, durante il funerale di Constance Collier nel 1955, aveva confidato a Truman Capote che avrebbe voluto che le sue ceneri fossero disperse nelle onde del mare.
Marilyn Monroe è tumulata in un loculo di un colombario presso il Westwood Village Memorial Park Cemetery; l'attrice aveva fatto seppellire in quel cimitero Grace Goddard, poiché vi era sepolta anche la zia di Grace, Ana Lower, che si era presa cura di lei per un breve periodo. Rimanendo fedele a una promessa fatta a Monroe, Whitey Snyder, il suo visagista personale, truccò il cadavere per la cerimonia; anche Pearl Porterfield, la costumista Marjorie Plecher e la parrucchiera Agnes Flanagan si occuparono del corpo dell'attrice, mettendole sulla testa la parrucca bionda che aveva portato nel film Gli spostati e vestendola con un abito verde di Emilio Pucci. Hugh Hefner acquistò poi il loculo accanto a quello di Marilyn per 85 000 dollari, mentre un altro loculo adiacente fu venduto per 125 000 dollari. L'ex marito, Joe DiMaggio, nei primi tempi dopo la morte di Marilyn, portò personalmente una volta a settimana un mazzo di rose rosse sulla tomba dell'attrice; in seguito, sino al 1982 li fece recapitare da un fioraio, ma solo in ricorrenza del compleanno. Diversamente farà Slatzer che porterà per tutta la vita delle rose bianche sulla tomba.

### Le dispute legali e testamentarie
Nel suo testamento dispose 10 000 dollari per la sorellastra Bernice Miracle; 5 000 dollari per l'amico Norman e Hedda Rosten (poi devoluti in favore della figlia, Patricia); 2 500 dollari ogni anno per Xénia Karlovna Ziller, vedova di Michael Chekhov; 5 000 dollari ogni anno a Gladys Baker; 10 000 dollari a cui si aggiunse un 25% del bilancio a May Reis, la sua segretaria; 25% del bilancio, che avrebbe dovuto donare a un ente di sua scelta a Marianne Kris; 50% del bilancio a cui si aggiungevano beni personali a Lee Strasberg. La seconda moglie di Lee Strasberg, Anna, ricavò molto dai beni dell'attrice e curò il Marilyn Monroe Theater e il Marilyn Monroe Museum. Anna Freud creò la Hampstead Child-Therapy Clinic con sede a Londra, che fu l'ente beneficiario scelto da Kris per versare la percentuale indicata nel testamento; tale società venne anche riconosciuta come «legataria principale» dei diritti dovuti all'immagine dell'attrice, ricavando circa un milione e mezzo di dollari all'anno per diversi anni. Nell'ottobre 1962, Inez Melson, con il suo legale Allen Stein, impugnò il testamento, volendo dimostrare che lo scritto era stato redatto sotto l'influenza di Marianne Kris. Il procuratore di New York considerò comunque valido il testamento.

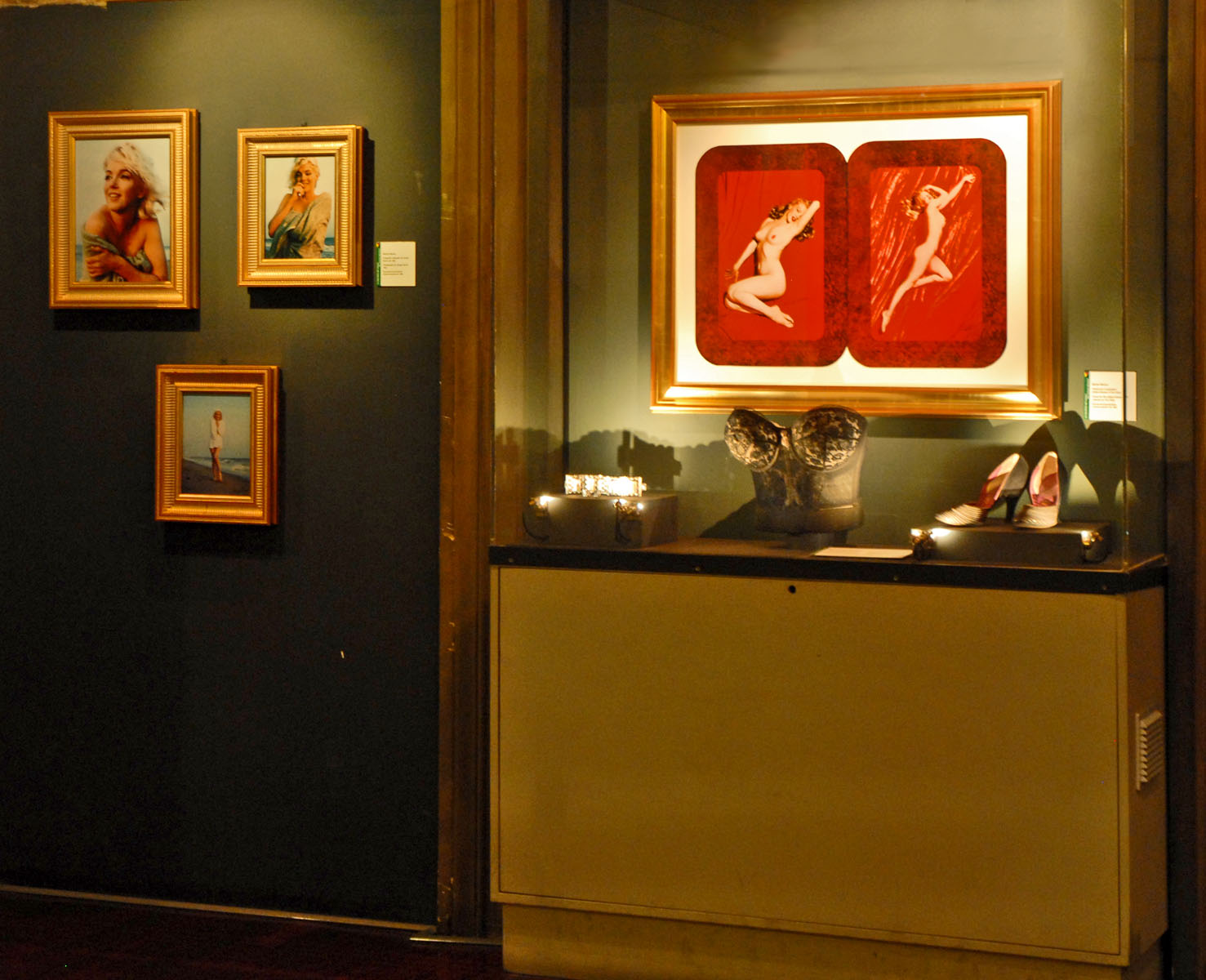
Foto e oggetti appartenuti a Marilyn Monroe custoditi nel Museo nazionale del cinema di Torino

Marilyn aveva diversi progetti per il futuro: nel 1954 aveva acquistato i diritti per la trasposizione cinematografica della vita di Jean Harlow, avrebbe dovuto partecipare alla commedia dal titolo This God Business e intendeva portare in scena Un tram che si chiama Desiderio di Tennessee Williams, volendo interpretare il ruolo di Blanche DuBois. Stava inoltre discutendo per ottenere i ruoli da protagonista di Irma la dolce, di La signora e i suoi mariti e di Baciami, stupido.
Dopo la sua improvvisa scomparsa, il suo ruolo in Something's got to give venne affidato a Doris Day e la pellicola uscì nel 1963 con il titolo Fammi posto tesoro (Move Over Darling).
Molti anni dopo, nel 1999, vennero recuperati dagli archivi della  Fox Corporation gli oltre 500 minuti di girato per quella che avrebbe dovuto essere la versione originale del lungometraggio, ovverosia l'ultimo film con Marilyn Monroe, anche se incompiuto. Le bobine originali vennero opportunamente esaminate e restaurate, per poi confluire in un inedito montaggio di 37 minuti, pubblicato in VHS.

## Il pensiero politico di Marilyn Monroe
Sebbene il pensiero politico di Marilyn Monroe sia stato meno studiato rispetto ad altri aspetti della sua vita, ha suscitato interesse ed è stato oggetto di varie speculazioni e teorie, alcune delle quali prive di solide basi. Tuttavia, secondo alcuni autori, la sua visione politica è più sfumata di quanto possa apparire a prima vista.
Per comprendere meglio il suo pensiero, si può osservare che Marilyn Monroe ha espresso grande ammirazione verso diverse figure storiche e contemporanee con posizioni politiche molto varie. Questa varietà suggerisce che Monroe valorizzava più la percezione di giustizia e l’impegno sociale di queste persone che il loro allineamento ideologico specifico. Tra le figure da lei ammirate spicca soprattutto Abraham Lincoln, che rappresentava l’ideale politico per Marilyn: si identificava con diversi aspetti della biografia di Lincoln, in particolare con la sua infanzia umile e la sua vicinanza alla gente comune. Inoltre, ammirava il suo atteggiamento democratico e la fermezza nel difendere l’uguaglianza dei diritti, in particolare per l’abolizione della schiavitù. Monroe lesse diverse biografie di Lincoln, e il suo ritratto l’accompagnò nelle varie residenze fino alla fine della sua vita. Durante un evento dedicato a Lincoln a cui partecipò, dichiarò: «Ho onorato e ammirato il signor Lincoln da quando ne ho sentito parlare. Da bambina, lui rappresentava per me una sorta di figura paterna». Marilyn ammirava anche altre figure politiche, come John F. Kennedy, rimanendo affascinata dalla giovinezza, dal carisma e dalla modernità della sua amministrazione. Si identificava con le sue idee progressiste e con la difesa dei diritti civili. Secondo quanto raccontò al suo psichiatra Ralph Greenson, era disposta a collaborare con Kennedy in qualunque cosa fosse necessaria.  In una conversazione con William Weatherby, difese con fermezza l’impegno del presidente nella causa dei diritti civili e respinse qualsiasi critica alla sua politica: «Il presidente arriverà fino in fondo… I Kennedy sanno tutto sulla situazione. Aspetta e vedrai, rimarrai sorpreso», affermò. Monroe difendeva sempre il presidente Kennedy quando veniva criticato, dichiarando che «parla sempre con senso», quando Weatherby esprimeva dubbi e lo paragonava a un nuovo Lincoln.  La sua ammirazione non rimase confinata alla sfera privata: Marilyn la rese pubblica durante il «Buon compleanno, Mr. President», dove non solo cantò, ma tenne anche un breve discorso lodando Kennedy e la sua amministrazione.

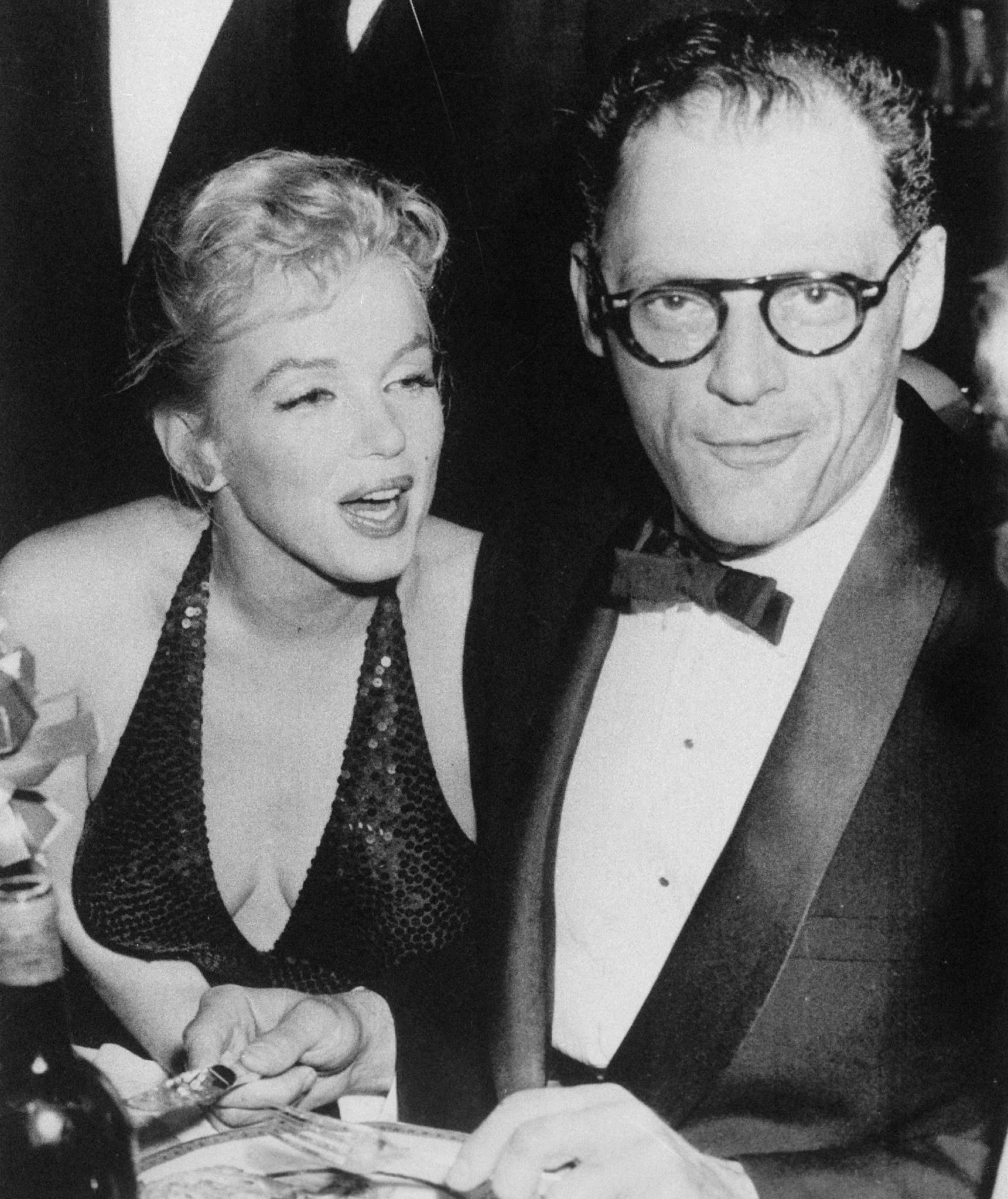

Riguardo ad Arthur Miller, Monroe rimase impressionata dalla sua brillantezza intellettuale, arrivando a dichiarare che fosse «l’uomo più intelligente che avesse mai conosciuto», e apprezzava il modo in cui lui la aiutava a svilupparsi intellettualmente. Secondo quanto riferì, Miller le insegnò «l’importanza della libertà politica nella società». Ammirava anche la sua integrità personale, in particolare per il rifiuto di collaborare con le indagini del Comitato per le attività antiamericane, rifiutando di denunciare i colleghi. Monroe vedeva in Miller un uomo con principi, disposto anche ad affrontare pene detentive per le sue convinzioni. Ammirava Lincoln Steffens per la sua lotta contro l’ingiustizia, le disuguaglianze e le difficoltà della gente comune. Monroe dichiarò che Steffens «sapeva tutto sulla povera gente e sulle ingiustizie». Ammirava molto anche William O. Douglas per la sua difesa della giustizia e delle libertà civili, affermando che sarebbe stato il suo presidente ideale e possedeva diversi suoi libri. Apprezzava Robert F. Kennedy, impressionata dalla sua intelligenza e dal suo impegno per i diritti civili. Monroe mostrava anche una certa, seppur minore, ammirazione politica verso Nelson Rockefeller, Hubert Humphrey, Adlai Stevenson II, Johnny Hyde, Carl Sandburg, Eleanor Roosevelt, Thomas Jefferson  e Jawāharlāl Nehru.
Diverse evidenze mostrano che Marilyn Monroe mantenesse posizioni chiare su alcuni temi politici e sociali. Difendeva attivamente i diritti civili e l’uguaglianza razziale, mostrando preoccupazione per la situazione dei lavoratori, delle minoranze e delle persone in condizioni di povertà. Rifiutava il maccartismo, promuoveva la libertà artistica e di espressione e dava molta importanza alla giustizia e alle libertà civili. Si impegnò in cause pacifiste, arrivando a finanziare iniziative come il SANE, e in alcune interviste espresse la sua preoccupazione per la minaccia nucleare. Per Marilyn la libertà sessuale era di vitale importanza, arrivando a fare dichiarazioni pubbliche come "Sex is part of life, it's part of nature—and I'd rather go along with nature". Monroe ha anche difeso Montgomery Clift per essere gay. Inoltre, in alcune occasioni manifestò apprezzamento per la democrazia, arrivando a dire di essere stata cresciuta per crederci. In Il principe e la ballerina (1957) il suo personaggio Elsie Marina sostiene e promuove la democrazia e mostra un certo patriottismo., risultò registrata come elettore del Partito Democratico (Stati Uniti d'America).e ha donato denaro alla festa acquistando un biglietto da 1.000 dollari per "Buon compleanno, signor Presidente".
Nel marzo del 1960, Marilyn Monroe scrisse una lettera al suo amico Lester Markell in cui affrontò diversi temi politici rilevanti. In essa, manifestò rifiuto verso Richard Nixon e simpatia per Nelson Rockefeller, Hubert Humphrey e Adlai Stevenson II, indicando che il suo presidente ideale sarebbe stato William O. Douglas. Marilyn propone un governo ideale con William O. Douglas come presidente, Kennedy come vicepresidente e Stevenson come segretario di Stato. Monroe parlò inoltre di Fidel Castro, in un contesto successivo alla Rivoluzione cubana ma precedente all’adozione del comunismo da parte di Castro e allo sbarco fallito della Baia dei Porci. Nella lettera, criticò il fatto che gli Stati Uniti non sostenessero i cubani neppure nello sviluppo della democrazia (sottolineando la parola democrazia) e mise in discussione la copertura mediatica su Castro. Inoltre, Monroe menzionò di essere stata cresciuta per credere nella democrazia.

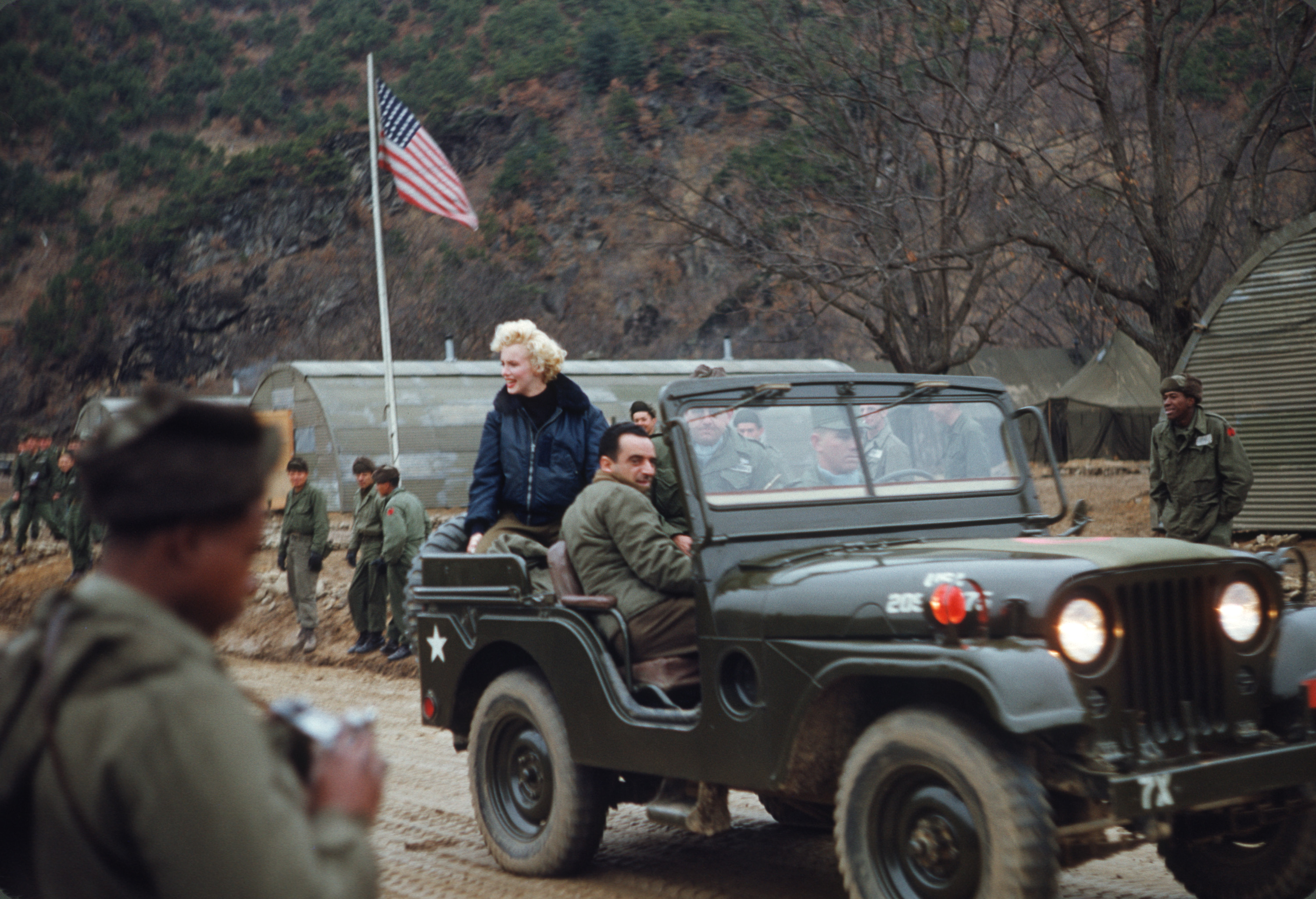

Il sito Liberation News, collegato al Partito del Socialismo e della Rivoluzione, un partito comunista statunitense, pubblicò un articolo sulle indagini dell’FBI su Marilyn Monroe, affermando che «nei mesi precedenti la sua morte, membri del circolo più vicino a Monroe, inclusi il parrucchiere, l’arredatore e il terapeuta, si preoccuparono per il suo crescente interesse e adesione alle idee comuniste». Questa affermazione è errata, poiché non esistono documenti che supportino un interesse o un’adesione crescente di Marilyn Monroe al comunismo, e nessuna persona vicina a lei ha mai menzionato ciò. Nei file dell’FBI si segnala che l’entourage di Monroe espresse preoccupazione per la sua relazione con Frederick Vanderbilt Field, ma non vi è alcuna documentazione di un interesse o adesione di Monroe al comunismo. L’autore Larry Jordan smentisce le teorie secondo cui Marilyn fosse comunista. Al contrario, è ampiamente documentato che nei mesi precedenti la sua morte, le sue idee politiche erano legate ai diritti civili e al sostegno ai Kennedy. L’autore Yanis Iqbal pubblicò un articolo su Eurasia Review in cui tenta di presentare Marilyn Monroe come una radicale di sinistra. Secondo Iqbal, Monroe sarebbe stata eletta delegata supplente del caucus democratico statale, dove avrebbe espresso una posizione filocastrista su Cuba e simpatia per le lotte anticapitaliste e antiimperialiste. In realtà, sebbene Monroe fosse stata eletta delegata supplente a Roxbury (Massachusetts) nel 1960, non partecipò alla convention e non fece mai tali dichiarazioni; inoltre, nel 1960 Fidel Castro non si era ancora dichiarato ufficialmente comunista. 
L’autrice Lois Banner ha sostenuto che Marilyn Monroe avesse posizioni radicali di sinistra, interpretando ad esempio la lettera a Lester Markell come un appoggio a leader comunisti in opposizione al capitalismo. Tuttavia, altri autori, come Larry Jordan, hanno messo in dubbio questa interpretazione, sottolineando che in quel momento Fidel Castro non era comunista e che, anzi, godeva di ammiratori negli Stati Uniti. Inoltre, nella lettera Monroe non menziona termini come comunismo o capitalismo e sottolinea il suo apprezzamento per la democrazia. Marilyn non esprime un supporto esplicito a Castro, ma critica il fatto che gli Stati Uniti non aiutassero i cubani neppure a sviluppare la democrazia, esprimendo inoltre malcontento per la copertura mediatica riservata a Castro. In alcune interviste, Banner affermò che Monroe avesse sostenuto Castro nella primavera del 1962, ma non esistono prove a sostegno di questa affermazione e neppure Banner la cita nel suo libro. In realtà, quello che Marilyn fece in primavera del 1962 fu il celebre "Happy Birthday, Mr. President", mostrando pubblicamente il suo sostegno a John F. Kennedy durante un periodo di tensione tra Kennedy e Castro.In un’intervista, Lois Banner affermò che Monroe si sarebbe dichiarata socialista poco prima di morire; tuttavia, non esistono prove documentali a supporto di questa affermazione, e la stessa Banner non menziona tale dichiarazione nel suo libro su Monroe. Inoltre, Banner sembra contraddirsi in interviste diverse, descrivendo Monroe in un’occasione come una persona «molto progressista, se non socialista», indicando incertezza sulla precisa posizione politica della Monroe.   Nel suo libro, Banner sostiene che Lester Markell fosse un simpatizzante comunista che avrebbe radicalizzato Marilyn e che Carl Sandburg fosse un radicale.  In realtà, Lester Markell era un giornalista del New York Times, un quotidiano liberale moderato, sostenitore della democrazia e della libertà di stampa, e non fu mai indagato durante il maccartismo. Carl Sandburg era stato membro del Partito Socialista d’America ma lo aveva lasciato prima della nascita di Marilyn, diventando un liberale progressista e sostenitore del Partito Democratico.
L’FBI indagò Marilyn Monroe per presunti legami con il comunismo, sebbene in quegli anni molte celebrità, come Charles Chaplin, Frank Sinatra ed Eleanor Roosevelt, fossero oggetto di indagini simili.   L’indagine iniziò nel 1955, quando Monroe richiese un visto per l’URSS per un programma di scambi culturali e artistici insieme ad altri artisti, e non per motivi politici. Monroe dichiarò inoltre il desiderio di visitare diversi Paesi europei.  La maggior parte dei documenti dell’FBI relativi a Monroe riguarda le sue associazioni con Arthur Miller e con il comunista Frederick Vanderbilt Field, che conobbe brevemente durante un viaggio in Messico all’inizio del 1962, instaurando una certa amicizia. Un memorandum dell’FBI indica che il 3 luglio 1956 un informatore anonimo contattò il New York Daily News accusando Miller di essere un membro attivo del Partito Comunista e del suo “fronte culturale”. L’informatore affermava inoltre che il matrimonio religioso con Monroe fosse una copertura e che Marilyn si fosse presumibilmente “avvicinata all’orbita comunista”, con insinuazioni sul fatto che la sua casa di produzione, Marilyn Monroe Productions, finanziasse il partito. Tuttavia, non esistono prove a supporto di queste accuse e l’FBI non proseguì ulteriormente con l’indagine. La compagnia Marilyn Monroe Productions fu fondata dall’attrice nel 1955, prima dell’inizio della sua relazione con Miller, con l’obiettivo di mantenere l’indipendenza professionale e controllare i propri progetti cinematografici. Nel 1956 l’azienda era impegnata nella produzione de Il Principe e la Ballerina e non in questioni politiche. Inoltre, quasi metà della compagnia apparteneva a Milton Greene, il quale aveva una mentalità imprenditoriale fortemente contraria al comunismo. 
L’analisi ideologica dell’FBI su Monroe è molto limitata, ma descrive le sue opinioni come positive e decisamente di sinistra. Tale valutazione si basò su due commenti fatti da Monroe durante una festa a casa di Peter Lawford, in cui mise in dubbio la moralità dei test nucleari al presidente John F. Kennedy e espresse preoccupazione per il futuro dei giovani negli Stati Uniti. Queste dichiarazioni furono sufficienti per far classificare le sue opinioni come di sinistra dall’FBI dell’epoca, anche se alcuni autori considerano che la valutazione e l’indagine siano state esagerate. Nonostante la sorveglianza, l’FBI non trovò prove che collegassero Monroe al Partito Comunista degli Stati Uniti. Curiosamente, Monroe possedeva nella sua biblioteca una copia di The Roots of American Communism (1957) di Theodore Draper, un libro critico nei confronti del Partito Comunista degli Stati Uniti. Nel 1962, il direttore dell'FBI J. Edgar Hoover avvertì il presidente John F. Kennedy della sorveglianza di Monroe e della sua amicizia con Field, ma il presidente trovò ciò assurdo, poiché conosceva Marilyn e sapeva che non era né una comunista né una traditrice.

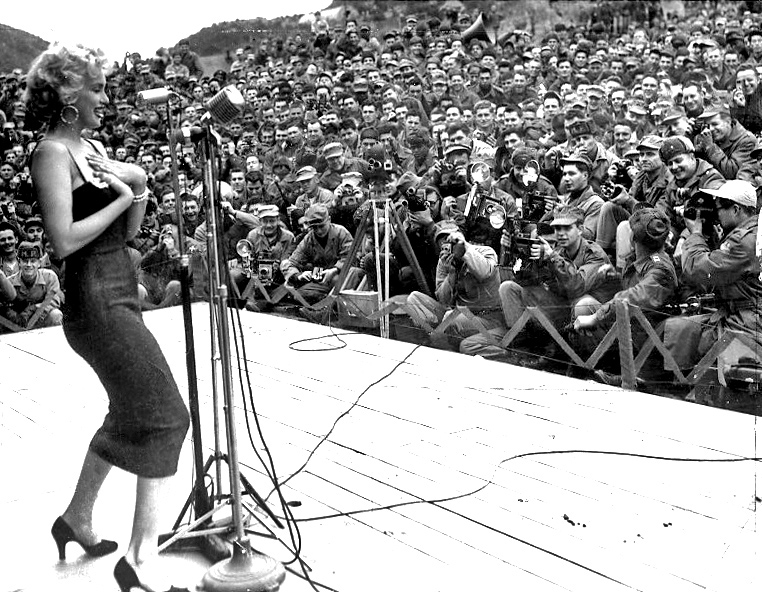

Marilyn Monroe non mostrò affinità verso un’ideologia specifica; scrisse infatti: "Nelle esperienze con qualsiasi gruppo di persone, bisogna saper distinguere i singoli individui. Non sono mai stata brava a far parte di un gruppo, nemmeno di un gruppo di due." Questo indica che non si sentiva parte di alcuna collettività, inclusi i gruppi ideologici. Nessuno tra coloro che la conoscevano personalmente ha mai affermato che Monroe seguisse una determinata ideologia, né lei stessa lo ha mai dichiarato. Le sue opinioni politiche sembravano basarsi piuttosto su ciò che riteneva giusto o utile per il bene comune, senza aderire ad etichette ideologiche. Tuttavia, in ambito sociale le sue posizioni erano chiaramente progressiste. Il suo amico Carl Sandburg sottolineò che Marilyn non si sentiva pienamente a suo agio con argomenti legati alla politica e all’economia. A partire dal 1960, diversi autori notarono un crescente interesse di Monroe per la politica, probabilmente legato alla campagna elettorale di quell’anno. Questo interesse sembrava concentrarsi maggiormente sulla politica interna degli Stati Uniti, e in misura minore sulla politica estera, ma non sulle ideologie astratte, per le quali non esiste documentazione. All’inizio del 1962, in vista di un incontro con Robert F. Kennedy, Monroe chiese a Danny Greenson di prepararle alcune domande di carattere politico, poiché non si sentiva sicura sull’argomento e desiderava fare una buona impressione. Ciò suggerisce una conoscenza politica ancora limitata. Anthony Summers osservò che Monroe non si impegnò mai attivamente in politica, pur considerandosi parte della classe lavoratrice e nutrendo ammirazione per l’idea dell’“uomo comune”.

## Religione, psicologia e lettura
Nel corso della sua vita, Monroe fu esposta a diverse influenze religiose. Nei primi anni visse con la famiglia Bolender, di tradizione cristiana evangelica, che le offrì un primo contatto con quella fede. In seguito, sotto la cura di Ana Lower —una delle sue madri affidatarie e fervente praticante della Scienza Cristiana— iniziò a frequentare regolarmente i servizi di questa denominazione e a leggere testi legati ai suoi insegnamenti. Nel 1944 Monroe si registrò come membro della Chiesa della Scienza Cristiana. Questa dottrina, incentrata sul potere del pensiero e su una visione spirituale della realtà, influenzò il suo ottimismo e un approccio meno materialista alla vita. Tuttavia, le restrizioni della chiesa riguardo alla sessualità e all’uso di farmaci portarono Monroe ad allontanarsi progressivamente dall’istituzione. Verso la fine degli anni quaranta mostrò interesse per altre correnti spirituali, come l’antroposofia, pur continuando a partecipare occasionalmente a funzioni della Scienza Cristiana durante gli anni cinquanta.
Monroe si avvicinò anche all’ebraismo poiché molti dei suoi amici e delle persone che ammirava erano ebrei. Sebbene per Arthur Miller —che in realtà era ateo— la conversione non fosse fondamentale, lo era invece per la famiglia del drammaturgo. Monroe studiò con il rabbino Robert E. Goldberg, che riconobbe la sincerità del suo percorso di conversione, e fu proprio Goldberg a celebrare il matrimonio tra Monroe e Miller con rito ebraico. Tuttavia, l’attrice adottò l’ebraismo soprattutto in una prospettiva culturale, poiché in realtà si considerava atea: lei stessa si definì «atea ebrea».

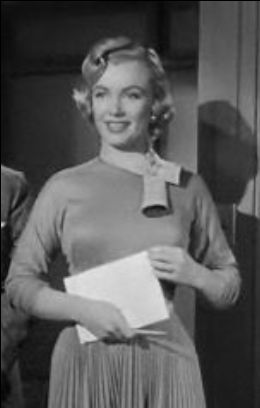

Marilyn mostrò inoltre un vivo interesse per la psicologia, in particolare per Sigmund Freud e la psicoanalisi. Era preoccupata di non cadere in instabilità mentale come sua madre, e riteneva che la psicoanalisi potesse aiutarla. Durante le riprese di Gli uomini preferiscono le bionde, instaurò un’amicizia con Jane Russell; quest’ultima cercò di avvicinarla al cristianesimo, ma Marilyn rispose che il freudismo era la sua religione e regalò a Jane un libro di Freud. Lesse intensamente Freud, comprese le sue lettere, e durante le riprese di Il principe e la ballerina conobbe Anna Freud, partecipando per una settimana alle sue sedute. In seguito si affidò soprattutto a psichiatri vicini ad Anna Freud, incluso Ralph Greenson.
Monroe fu anche una lettrice appassionata per tutta la vita. Nella sua biblioteca personale si conservano più di 400 volumi, sebbene si sappia che possedette e lesse molti altri non registrati; in alcuni esemplari annotava note a margine o sottolineava passaggi che attiravano la sua attenzione.
I suoi interessi spaziavano dalla letteratura, poesia e filosofia —i suoi campi prediletti— fino alla religione, politica, psicologia, umorismo e persino giardinaggio. Tra i suoi autori preferiti figuravano Fëdor Dostoevskij, Lev Tolstoj, Honoré de Balzac, Walt Whitman, John Keats, Percy Bysshe Shelley, William Butler Yeats, Thomas Wolfe e Rainer Maria Rilke. Uno dei suoi libri prediletti era Ulisse di James Joyce, che leggeva spesso e considerava una sfida intellettuale. La sua passione per la poesia fu tale che arrivò a scrivere versi propri, alcuni dei quali condivise con il poeta e amico Norman Rosten.

## Filmografia
- The Shocking Miss Pilgrim, regia di George Seaton - non accreditata, non compare, solo voce al telefono (1947)
- I verdi pascoli del Wyoming (Green Grass of Wyoming), regia di Louis King - non accreditata (1948)
- You Were Meant for Me, regia di Lloyd Bacon - non accreditata (1948)
- Dangerous Years, regia Arthur Pierson (1948)
- Scudda Hoo! Scudda Hay!, regia di F. Hugh Herbert - non accreditata (1948)
- Orchidea bionda (Ladies of the Chorus), regia di Phil Karlson (1948)
- Una notte sui tetti (Love Happy), regia di David Miller e, non accreditato, Leo McCarey (1949)
- La figlia dello sceriffo (A Ticket to Tomahawk), regia di Richard Sale - non accreditata (1950)
- Giungla d'asfalto (The Asphalt Jungle), regia di John Huston (1950)
- Eva contro Eva (All About Eve), regia di Joseph L. Mankiewicz (1950)
- Lo spaccone vagabondo (The Fireball), regia di Tay Garnett (1950)
- Il messicano (Right Cross), regia di John Sturges - non accreditata (1950)
- Home Town Story, regia di Arthur Pierson (1951)
- L'affascinante bugiardo (As Young as You Feel), regia di Harmon Jones (1951)
- Le memorie di un dongiovanni (Love Nest), regia di Joseph M. Newman (1951)
- Mia moglie si sposa (Let's Make It Legal), regia di Richard Sale (1951)
- La confessione della signora Doyle (Clash by Night), regia di Fritz Lang (1952)
- Matrimoni a sorpresa (We're Not Married!), regia di Edmund Goulding (1952)
- La tua bocca brucia (Don't Bother to Knock), regia di Roy Ward Baker (1952)
- Il magnifico scherzo (Monkey Business), regia di Howard Hawks (1952)
- Il poliziotto e il salmo (The Cop and the Anthem), episodio di La giostra umana (O. Henry's Full House), regia di Henry Koster (1952)
- Niagara, regia di Henry Hathaway (1953)
- Gli uomini preferiscono le bionde (Gentlemen Prefer Blondes), regia di Howard Hawks (1953)
- Come sposare un milionario (How to Marry a Millionaire), regia di Jean Negulesco (1953)
- La magnifica preda (River of No Return), regia di Otto Preminger e, non accreditato, Jean Negulesco (1954)
- Follie dell'anno (There's No Business Like Show Business), regia di Walter Lang (1954)
- Quando la moglie è in vacanza (The Seven Year Itch), regia di Billy Wilder (1955)
- Fermata d'autobus (Bus Stop), regia di Joshua Logan (1956)
- Il principe e la ballerina (The Prince and the Showgirl), regia di Laurence Olivier (1957)
- A qualcuno piace caldo (Some Like It Hot), regia di Billy Wilder (1959)
- Facciamo l'amore (Let's Make Love), regia di George Cukor (1960)
- Gli spostati (The Misfits), regia di John Huston (1961)
- Something's Got to Give - incompleto, regia di George Cukor (1962)

### Film o documentari dove appare Marilyn Monroe
- Le dee dell'amore (The Love Goddesses) documentario di Saul J. Turell - filmati di repertorio (1965)
- Ciao Norma Jean (Goodbye, Norma Jean), regia di Larry Buchanan, interpretata da Misty Rowe (1976)
- Marilyn - Una vita, una storia (Marilyn: The Untold Story), regia di Jack Arnold e John Flynn, interpretata da Catherine Hicks (1980)
- Buonanotte, dolce Marilyn (Goodnight, Sweet Marilyn), regia di Larry Buchanan, interpretata da Paula Lane (1989)
- The Casting Couch, regia di John Sealey - video con filmati di repertorio (1995)
- Norma Jean & Marilyn, regia di Tim Fywell con Ashley Judd e Mira Sorvino (1996)
- Io & Marilyn, regia di Leonardo Pieraccioni, interpretata da Suzie Kennedy (2009)
- Marilyn (My Week with Marilyn), regia di Simon Curtis, interpretata da Michelle Williams (2011)
- Marilyn - La Vita Segreta (The secret life of Marilyn Monroe), regia di Laurie Collyer, interpretata da Kelli Garner, ispirata all'omonimo best seller di J. Randy Taraborrelli (2015)
- Blonde, regia di Andrew Dominik, interpretata da Ana de Armas (2022)

## Discografia

### Album
- 1959 – Some Like It Hot
- 1960 – Let's Make Love (con Yves Montand e Frankie Vaughan)
- 1975 – Marilyn Monroe Chante... (con The Hollywood Studio Orchestra)
- 2005 – Greatest Hits Remixed

### Raccolte e Compilation (dal 1962 al 1989)
- 1962 – Marilyn
- 1963 – The Songs She Sang And The Instrumental Themes From Her Famous Motion Pictures
- 1973 – Sings
- 1973 – Songs & Sounds
- 1973 – Portrait Of Marilyn Monroe
- 1974 – The Voice, Songs, And Films Of Marilyn Monroe
- 1975 – Canta
- 1976 – The Story Of Marilyn Monroe
- 1976 – Legends
- 1978 – Never Before And Never Again
- 1979 – Rare Recordings 1948-1962
- 1980 – La Fantastica (E Indimenticabile) Marilyn Monroe
- 1982 – Marilyn Monroe & Jane Russell - Los Caballeros Las Prefieren Rubias
- 1983 – L'Intramontabile Mito di Marilyn
- 1984 – The Marilyn Monroe Collection
- 1984 – Goodbye, Primadonna
- 1984 – Marilyn Monroe And The Hollywood Stars
- 1984 – The Voice, Songs, And Films Of Marilyn Monroe
- 1985 – I Wanna Be Loved By You
- 1985 – Diamonds Are A Girl's Best Friend & Runnin' Wild
- 1985 – Marilyn Monroe
- 1986 – The Best From Her Movies
- 1986 – I Wanna Be Loved By You
- 1987 – The Legend Lives On
- 1987 – Let's Make Love
- 1987 – Norma Jean
- 1988 – The Complete Recordings
- 1988 – Marilyn Monroe
- 1988 – The Marilyn Monroe Story
- 1989 – Diamonds Are A Girl's Best Friend
- 1989 – My Heart Belongs To Daddy
- 1989 – Never Before And Never Again

### Singoli
- 1953 – Diamonds Are A Girl's Best Friend / Bye Bye Baby
- 1954 – The River Of No Return / I'm Gonna File My Claim
- 1954 – After You Get What You Want
- 1954 – There's No Business Like Show Business
- 1958 – I Wanna Be Loved By You
- 1959 – Some Like It Hot
- 1960 – My Hearts Belongs To Daddy
- 1960 – Specialization (Marilyn Monroe / Frankie Vaughan)
- 1961 – My Heart Belongs To Daddy / Incurably Romantic (Marilyn Monroe / Yves Montand)
- 1962 – Una Eva Y Dos Adanes (Some Like It Hot)
- 1965 – Il Fiume Senza Ritorno / L'Uomo Che Voglio
- 1971 – The River Of No Return / You'd Be Surprised
- 1974 – Extrait De La Bande Originale Du Film "Le Milliardaire" (Marilyn Monroe, Frankie Vaughan)
- 1975 – Some Like It Hot / Never On A Sunday (Marilyn Monroe / Melina Mercouri)

## Brani musicali eseguiti nei film
| Anno | Film                              | Brano                                                                       | Autori                        |
| ---- | --------------------------------- | --------------------------------------------------------------------------- | ----------------------------- |
| 1948 | Orchidea bionda                   | Every Baby Needs a Da-Da-Daddy                                              | Allan Roberts Lester Lee      |
| 1948 | Orchidea bionda                   | Anyone Can See I Love You                                                   | Allan Roberts Lester Lee      |
| 1948 | Orchidea bionda                   | Ladies Of The Chorus                                                        | Allan Roberts Lester Lee      |
| 1950 | La figlia dello sceriffo          | Oh, What a Forward Young Man You Are                                        |                               |
| 1953 | Niagara                           | Kiss                                                                        | Lionel Newman Haven Gillespie |
| 1953 | Gli uomini preferiscono le bionde | Two Little Girls from Little Rock                                           |                               |
| 1953 | Gli uomini preferiscono le bionde | When Love Goes Wrong                                                        |                               |
| 1953 | Gli uomini preferiscono le bionde | Bye Bye Baby                                                                |                               |
| 1953 | Gli uomini preferiscono le bionde | Diamonds Are a Girl's Best Friend                                           |                               |
| 1953 | Gli uomini preferiscono le bionde | Four French Dances — Sur le balcon, La Tentateur, Sol taire, Parle d'affair |                               |
| 1953 | Gli uomini preferiscono le bionde | Down Boy                                                                    |                               |
| 1953 | Gli uomini preferiscono le bionde | When The Wild Wild Women Go Swimmin' Down In the Bimini Bay                 |                               |
| 1953 | Brani per la RCA                  | She Acts Like A Woman Should                                                |                               |
| 1953 | Brani per la RCA                  | You'd Be Surprised                                                          |                               |
| 1953 | Brani per la RCA                  | A Fine Romance                                                              |                               |
| 1953 | Brani per la RCA                  | Do It Again                                                                 |                               |
| 1954 | La magnifica preda                | I'm Gonna File My Claim                                                     | Lionel Newman Ken Darby       |
| 1954 | La magnifica preda                | One Silver Dollar                                                           | Lionel Newman Ken Darby       |
| 1954 | La magnifica preda                | Down In The Meadow                                                          | Lionel Newman Ken Darby       |
| 1954 | La magnifica preda                | River Of No Return                                                          | Lionel Newman Ken Darby       |
| 1954 | Follie dell'anno                  | Heat Wave                                                                   | Irving Berlin                 |
| 1954 | Follie dell'anno                  | Lazy                                                                        | Irving Berlin                 |
| 1954 | Follie dell'anno                  | After You Get What You Want                                                 | Irving Berlin                 |
| 1954 | Follie dell'anno                  | A Man Chases a Girl                                                         | Irving Berlin                 |
| 1956 | Fermata d'autobus                 | That Old Black Magic                                                        |                               |
| 1957 | Il principe e la ballerina        | I Found a Dream                                                             |                               |
| 1959 | A qualcuno piace caldo            | Runnin' Wild                                                                |                               |
| 1959 | A qualcuno piace caldo            | I Wanna Be Loved By You                                                     |                               |
| 1959 | A qualcuno piace caldo            | I'm Through With Love                                                       |                               |
| 1959 | A qualcuno piace caldo            | Some Like It Hot                                                            |                               |
| 1960 | Facciamo l'amore                  | My Heart Belongs to Daddy                                                   |                               |
| 1960 | Facciamo l'amore                  | Specialization                                                              |                               |
| 1960 | Facciamo l'amore                  | Let's Make Love                                                             |                               |
| 1960 | Facciamo l'amore                  | Incurably Romantic                                                          |                               |
| 1962 | -                                 | Happy Birthday, Mr. President                                               |                               |

## Nella cultura di massa
Nella cultura popolare, oltre che nell'immaginario collettivo, l'immagine dell'attrice ha rappresentato una fonte di ispirazione per molte opere cinematografiche, artistiche e musicali. Tra i numerosi artisti che hanno utilizzato il volto o il corpo dell'attrice vi sono Andy Warhol (Twenty-five Colored Marilyns), Christo (Wrapped Magazine Marilyn), Salvador Dalí (Mao Monroe), Willem de Kooning (Marilyn Monroe), Richard Hamilton (My Marilyn), Mimmo Rotella Marilyn Monroe, Wolf Vostell Marilyn Monroe, Mel Ramos Peek-a-boo Marilyn, Keith Haring (Marilyn Monroe), Gottfried Helnwein (Boulevard of Broken Dreams e Marilyn), Robert Indiana (The Metamorphosis of Norma Jean, Marilyn, Marilyn e Sunburst Marilyn), David LaChapelle (Amanda Lepore as Andy Warhol's Marilyn), James Rosenquist (Marilyn Monroe I) e Andy Warhol (Marilyn Diptych).
Anche la letteratura è stata influenzata dalla biografia della Monroe; tra i testi che trattano dell'attrice vi sono Polaroids from the Dead di Douglas Coupland, Of Women and Their Elegance di Norman Mailer, Blonde e Three Girls di Joyce Carol Oates e Marilyn's Daughter di John Rechy, mentre, nella poesia vi sono opere quali You Remind Me of Marilyn Monroe di Steven Berkoff, Marilyn Monroe di Ernesto Cardenal e Love and Marilyn Monroe di Delmore Schwartz, e Norma Jeane Baker of Troy di Anne Carson per il teatro.
In campo musicale, vi sono numerosi brani che trattano dell'attrice, tra i quali The Jean Genie di David Bowie, Photograph dei Def Leppard, Candle in the Wind di Elton John, The Second Time Around di Sammy Cahn, Captain Crash & the Beauty Queen From Mars dei Bon Jovi, Tabloid Junkie di Michael Jackson, Hollywood di Jay-Z, We Didn't Start the Fire di Billy Joel, I'm Gonna be Alright di Jennifer Lopez, Applause di Lady Gaga, Vogue di Madonna, Who Killed Marilyn? dei The Misfits, The Actor di Robbie Williams, Nxde di (G)I-dle, She Takes Her Clothes Off degli Stereophonics, Celluloid Heroes dei The Kinks, State of Dreaming di Marina and the Diamonds, The Lady is a Vamp delle Spice Girls, Jitterbug Boy e A Sweet Little Bullet From a Pretty Blue Gun di Tom Waits e Marilyn Monroe di Nicki Minaj; anche Katy Perry la cita in Hey Hey Hey, traccia contenente nel suo album Witness. L'artista heavy metal Marilyn Manson ha scelto il suo nome d'arte come contrapposizione tra la purezza, secondo lui rappresentata dalla Monroe, e del male rappresentato dal criminale Charles Manson. Il nome del gruppo metal Norma Jean è un riferimento al vero nome di Marilyn Monroe. 
Nel 1980 debutta, al Teatro dell'Opera di Roma, l'opera lirica "Marilyn (opera)" di Lorenzo Ferrero.

### Nel cinema
Diversi film sono usciti ispirandosi direttamente o indirettamente alla persona e alla vita di Marilyn Monroe. Quando l'attrice era in vita, il film La divina del 1958, scritto da Paddy Chayefsky, si ispirava proprio alla vita dell'attrice che dalla povertà otterrà la ricchezza al prezzo della felicità. Tra le altre pellicole che trattano delle vicende dell'attrice vi sono Tommy, La signora in bianco, Norma Jean & Marilyn, Rat Pack - Da Hollywood a Washington, Blonde, James Dean - La storia vera, Wonder Boys, Mister Lonely, Io & Marilyn, The Kennedys, Marilyn, Smash e Blonde. Piccoli elementi direttamente riconducibili all'attrice sono spesso presenti anche in altri film come in L'appartamento, Fuga dal mondo dei sogni, Pulp Fiction, Le ali della libertà, L.A. Confidential e Una settimana da Dio.
Numerose sono anche le attrici e le cantanti che hanno posato per riviste e pubblicità imitando Monroe, come Drew Barrymore, Cindy Crawford, Heather Locklear, Daryl Hannah, Paris Hilton, Nicole Kidman, Jennifer Lopez, Lindsay Lohan, Anna Nicole Smith, Britney Spears, e Madonna, che nel videoclip di Material Girl rende omaggio al mito di Marilyn, reinterpretando la famosa scena del film Gli uomini preferiscono le bionde in cui l'attrice interpreta Diamonds Are a Girl's Best Friend.

### Nell'arte

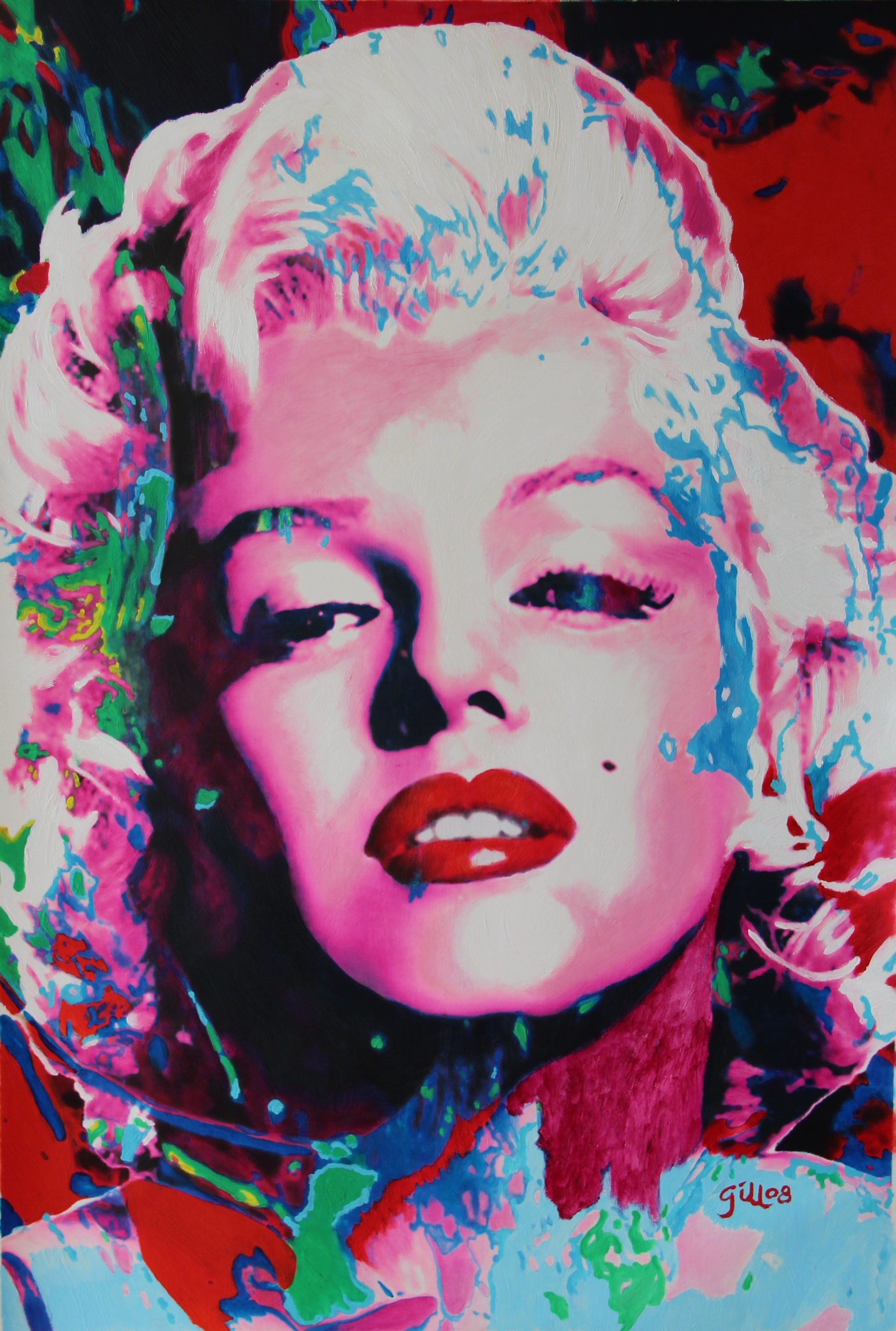
James Gill: Pink Marilyn

Marilyn è stata ritratta da numerosi pittori e artisti pop:
- Willem de Kooning: Marilyn Monroe, 1954
- James Gill: Marilyn Triptych, 1962
- James Rosenquist: Marilyn Monroe I, 1962
- Mimmo Rotella: Marilyn Monroe, 1962
- Wolf Vostell: Marilyn Monroe, 1962[323]
- Andy Warhol: Marilyn Diptych, 1962
- Richard Hamilton: My Marilyn, 1966
- Salvador Dalí: Mao Monroe, 1967
- Robert Rauschenberg: Test Stone #1, 1967
- George Segal: The Film Poster, 1967
- Richard Lindner: Marilyn was here, 1970
- Ray Johnson: Dear Marilyn Monroe, 1972–1994 and Dear Marilyn Monroe, To Chuck Close, 1980–1994
- Audrey Flack: Marilyn: Golden Girl, 1978
- Richard Serra: Marilyn Monroe–Greta Garbo, 1981
- Gottfried Helnwein: Boulevard of Broken Dreams, 1984
- Peter Blake: Marilyn Monroe Over a Painting No 1, 1989–1990,
- Douglas Gordon: As Kurt Cobain, as Andy Warhol, as Myra Hindley, as Marilyn Monroe, 1996
- Barbara Kruger: Not Stupid Enough, 1997
- Andrea Vizzini: Corpo a Corpo, Warhol - Vizzini, 1998
- Mel Ramos: Peek-a-boo Marilyn, 2002
- Gina Lollobrigida: My Friend Marilyn Monroe, 2003.

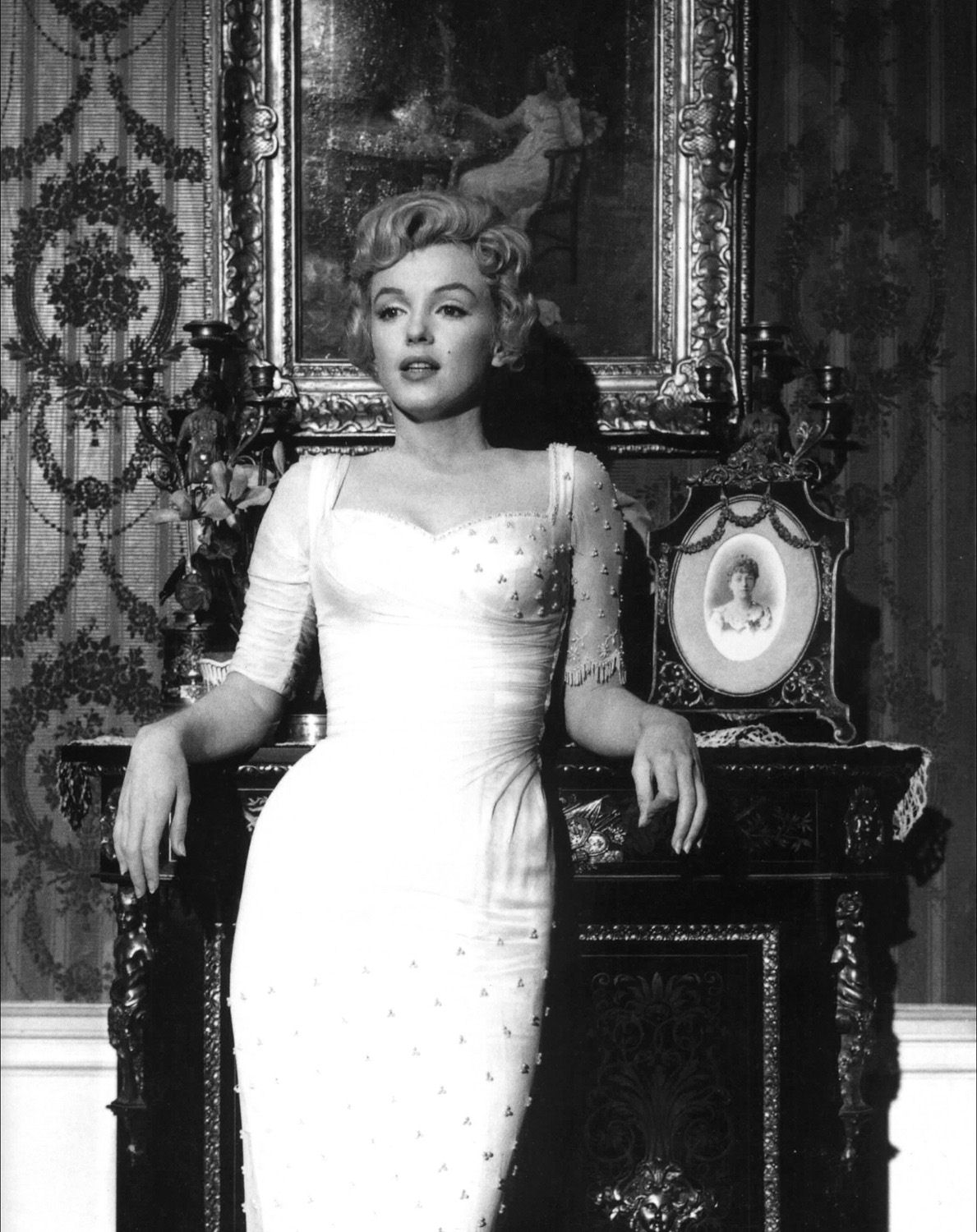
Milton H. Greene, 1957, foto promozionale per il film "Il principe e la ballerina"

Marilyn è stata fotografata da numerosi fotografi:
- Bob Beerman
- David Conover
- Tom Kelley
- Bert Stern
- Richard Avedon
- Milton H. Greene
- Cecil Beaton
- Dixie Evans
- Earl Theisen
- Sam Shaw
- George Barris
- Eve Arnold
- Irving Penn
- Weegee
- André De Dienes
- László Willinger
- Carl Perutz
- Philippe Halsman
- Inge Morath
- Gene Lester
- Lawrence Schiller
- Garry Winogrand
- Ben Ross

## Riconoscimenti

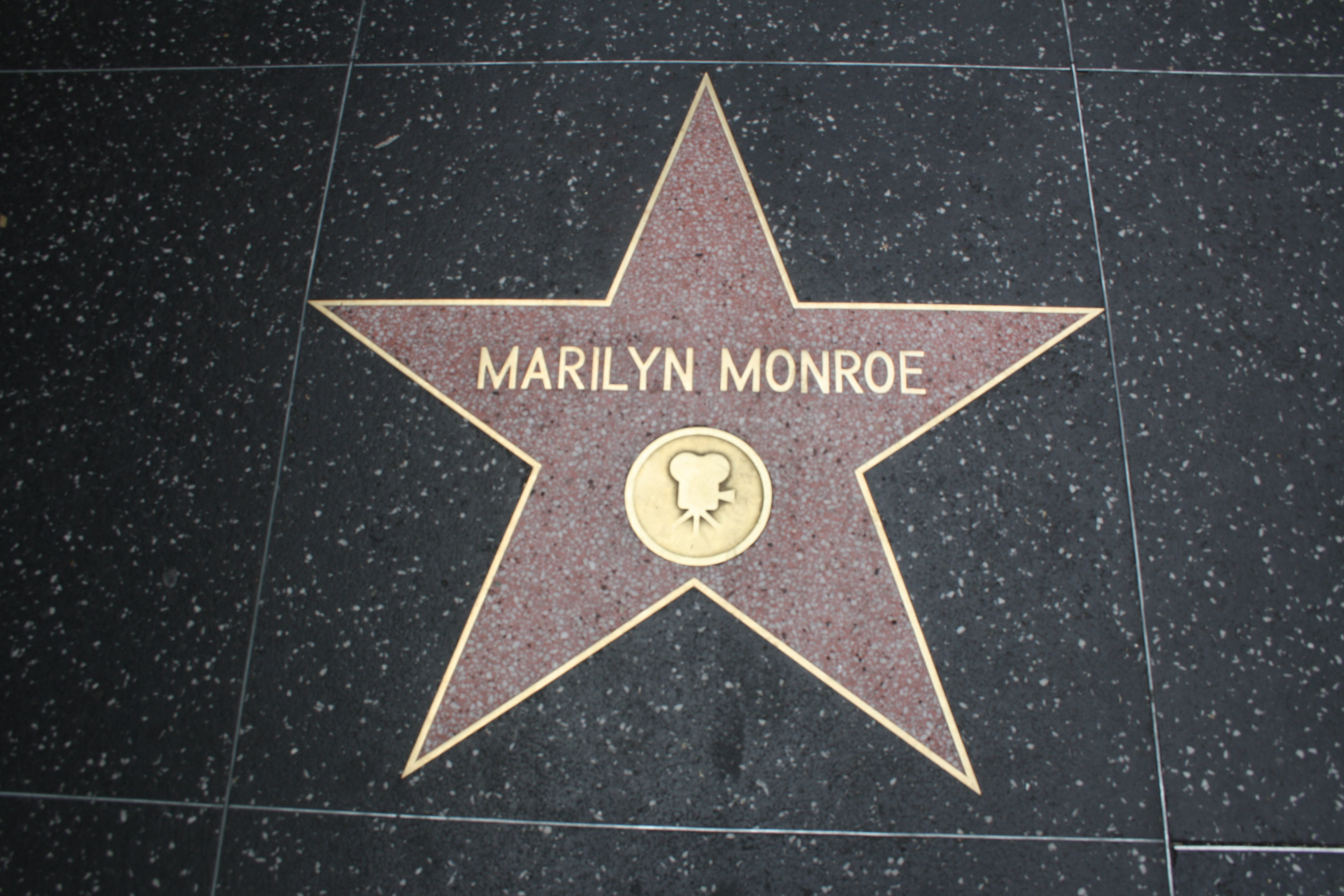
La stella di Marilyn Monroe presso la Hollywood Walk of Fame

Nel 1999 è stata proclamata dall'American Film Institute la sesta più grande attrice della storia del cinema. Diamonds Are a Girl's Best Friend si è classificata inoltre al dodicesimo posto nella lista delle migliori canzoni statunitensi per film. Dal 1960 Marilyn Monroe ha una stella presso la Hollywood Walk of Fame, al 6774 di Hollywood Blvd.
- Golden Globe
  - 1954 – Henrietta Award alla migliore attrice del mondo
  - 1957 – Candidatura alla miglior attrice in un film commedia o musicale per Fermata d'autobus[328]
  - 1960 – Miglior attrice in un film commedia o musicale per A qualcuno piace caldo[3]
  - 1962 – Henrietta Award alla migliore attrice del mondo[117]
- BAFTA
  - 1956 – Candidatura alla migliore attrice straniera per Quando la moglie è in vacanza
  - 1958 – Candidatura alla migliore attrice straniera per Il principe e la ballerina
- David di Donatello
  - 1958 – Targa d'Oro per Il principe e la ballerina
- Hollywood Walk of Fame
  - 1960 – Stella
- Laurel Awards
  - 1958 – Candidatura alla migliore star femminile[117]
  - 1958 – Candidatura alla miglior attrice in un film commedia per Il principe e la ballerina
  - 1959 – Candidatura alla migliore star femminile
  - 1960 – Candidatura alla miglior attrice in un film commedia per A qualcuno piace caldo
  - 1962 – Candidatura alla migliore star femminile[117]

## Doppiatrici italiane
Nelle versioni in italiano dei suoi film, Marilyn Monroe è stata doppiata da:
- Rosetta Calavetta in Orchidea bionda, La confessione della signora Doyle, Niagara, Come sposare un milionario, La magnifica preda, Quando la moglie è in vacanza, Fermata d'autobus, Il principe e la ballerina, A qualcuno piace caldo, Facciamo l'amore, Gli spostati
- Miranda Bonansea in La figlia dello sceriffo, Giungla d'asfalto, Le memorie di un dongiovanni, Mia moglie si sposa, Matrimoni a sorpresa, La tua bocca brucia, Il magnifico scherzo, Gli uomini preferiscono le bionde, Follie dell'anno
- Clelia Bernacchi in Una notte sui tetti
- Zoe Incrocci in Eva contro Eva
- Adriana De Roberto in Lo spaccone vagabondo
- Renata Marini in La giostra umana (eccetto ultima battuta)